# Forschungsgeschichte des Klimawandels
Die Forschungsgeschichte des Klimawandels beschreibt die Entdeckung und Untersuchung von Klimawandel-Ereignissen im Rahmen geologischer und historischer Zeiträume, einschließlich der seit dem 20. Jahrhundert stattfindenden globalen Erwärmung.
Die systematische Erforschung von natürlichen Klimawechseln begann in der ersten Hälfte des 19. Jahrhunderts mit der allmählichen Rekonstruktion der Eiszeit-Zyklen und anderen klimatisch bedingten Umweltveränderungen im Rahmen der Paläoklimatologie und der Quartärforschung. Bereits Ende des 19. Jahrhunderts wurden menschliche Einflüsse auf das Erdklimasystem über Treibhausgase vermutet, entsprechende Berechnungen wurden aber bis in die 1960er Jahre hinein stark angezweifelt. Detaillierte Darstellungen zur Forschungsgeschichte des Klimawandels, insbesondere zu der im Laufe des 20. Jahrhunderts feststellbaren anthropogenen Klimaveränderung, finden sich beispielsweise im 1. Kapitel des Vierten Sachstandsberichts des IPCC und ausführlicher bei dem US-amerikanischen Physiker und Wissenschaftshistoriker Spencer R. Weart. Eine auf der Arbeit von Spencer Weart basierende deutschsprachige Ausarbeitung findet sich auf der Homepage von Skeptical Science.
Während der Treibhauseffekt bereits im Jahr 1824 entdeckt wurde, konnte die klimaerwärmende Wirkung der stetig ansteigenden Konzentration von Kohlenstoffdioxid in der Erdatmosphäre aufgrund verbesserter Messmethoden und einer breiteren Datenbasis erst gegen Ende der 1950er Jahre quantifiziert werden. Zwar stellten einige Wissenschaftler fest, dass die vom Menschen verursachte Luftverschmutzung das Klima auch abkühlen könne, es wurde von der Klimaforschung aber ab Mitte der 1970er Jahre zunehmend die Annahme einer Erwärmung favorisiert. In den 1990er Jahren bildete sich durch weiterentwickelte Computermodelle und ein tieferes Verständnis der Kaltzeiten folgender Konsens heraus: Treibhausgase spielen beim Klimawandel eine große Rolle, und durch den Menschen verursachte Emissionen sind für die laufende globale Erwärmung hauptverantwortlich.

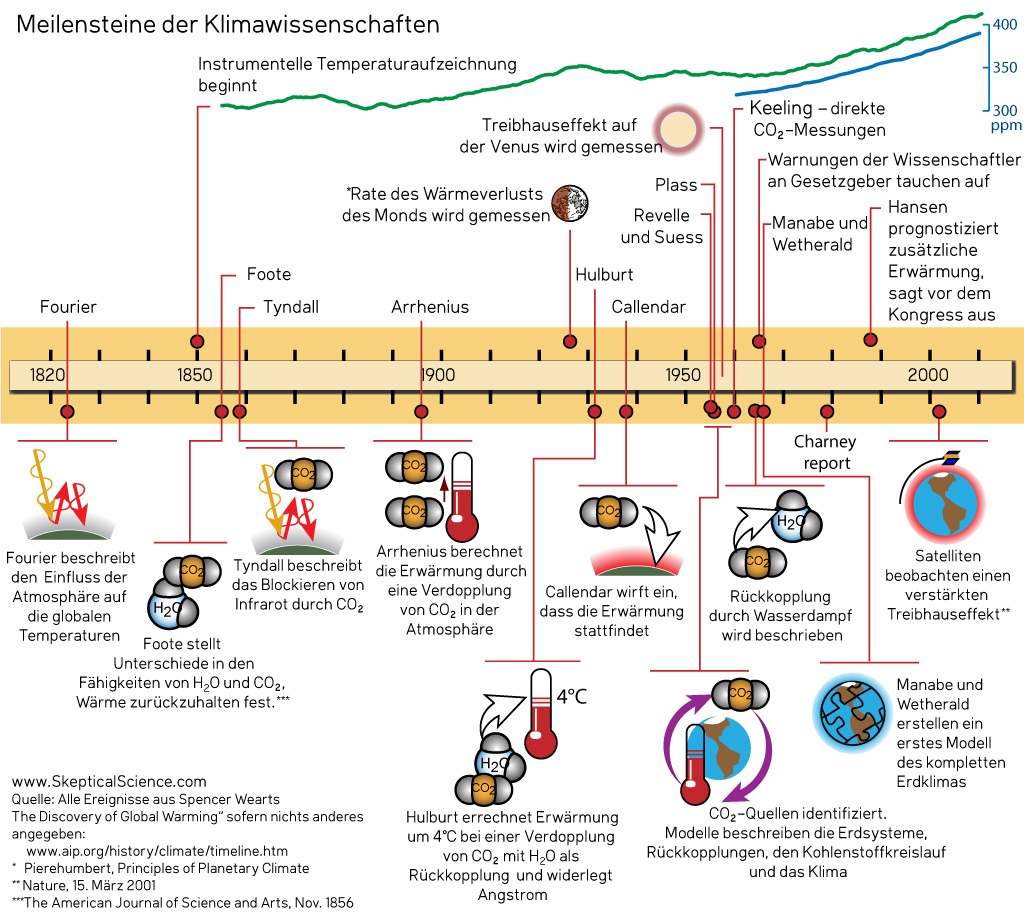
Zweihundert Jahre Forschungsgeschichte des Klimawandels

## Die Entdeckung der Grundlagen

### Die ersten Eiszeittheorien
Als einer der frühesten Pioniere des Vorzeitgedankens vermutete der englische Universalgelehrte Robert Hooke bereits gegen Ende des 17. Jahrhunderts anhand von Versteinerungen aus dem Jura (wie Ammoniten und Meeresschildkröten), dass das südenglische Klima in der erdgeschichtlichen Frühzeit erheblich wärmer gewesen sein musste. Darauf aufbauend schlug er vor, die Klimata urweltlicher Habitate mit Hilfe von Fossilien zu bestimmen. Gegen den damals weit verbreiteten Glauben an den biblischen Schöpfungsmythos konnte sich die Annahme einer urweltlichen Epoche, die erheblich größere Zeiträume als die historisch belegte Menschheitsgeschichte umfasste, jedoch erst ein Jahrhundert später durchsetzen. Im Zuge der Aufklärung und mit der Entwicklung der Geologie zur modernen Wissenschaft ab 1750 gewann der Vorzeitgedanke allmählich an Boden. Gleichwohl waren viele Wissenschaftler in ihrem Denken noch von religiösen Vorstellungen beeinflusst, wie der Basaltstreit zeigte. Einen ersten Beitrag zur Etablierung der Eiszeittheorie leistete im Jahr 1742 der Ingenieur und Geograph Pierre Martel. Nach seiner Ansicht waren die Gletscher von Chamonix einst viel ausgedehnter, was auf ein kälteres Klima in der Vergangenheit hindeutete. Eine ähnliche Meinung vertrat sein Schweizer Landsmann Gottlieb Sigmund Gruner, der 1778 in seinem Buch Reisen durch die merkwürdigsten Gegenden Helvetiens das Geröllkonglomerat alter Endmoränen mit früheren Gletscherständen in Verbindung brachte.S. 69 Mit diesen Erkenntnissen waren Martel und Gruner ihrer Zeit jedoch um Jahrzehnte voraus. Die Möglichkeit weiträumiger Vergletscherungen infolge eines eiszeitlich geprägten Klimas war Ende des 18. Jahrhunderts eine zu revolutionäre Idee, um von der Wissenschaft akzeptiert zu werden.

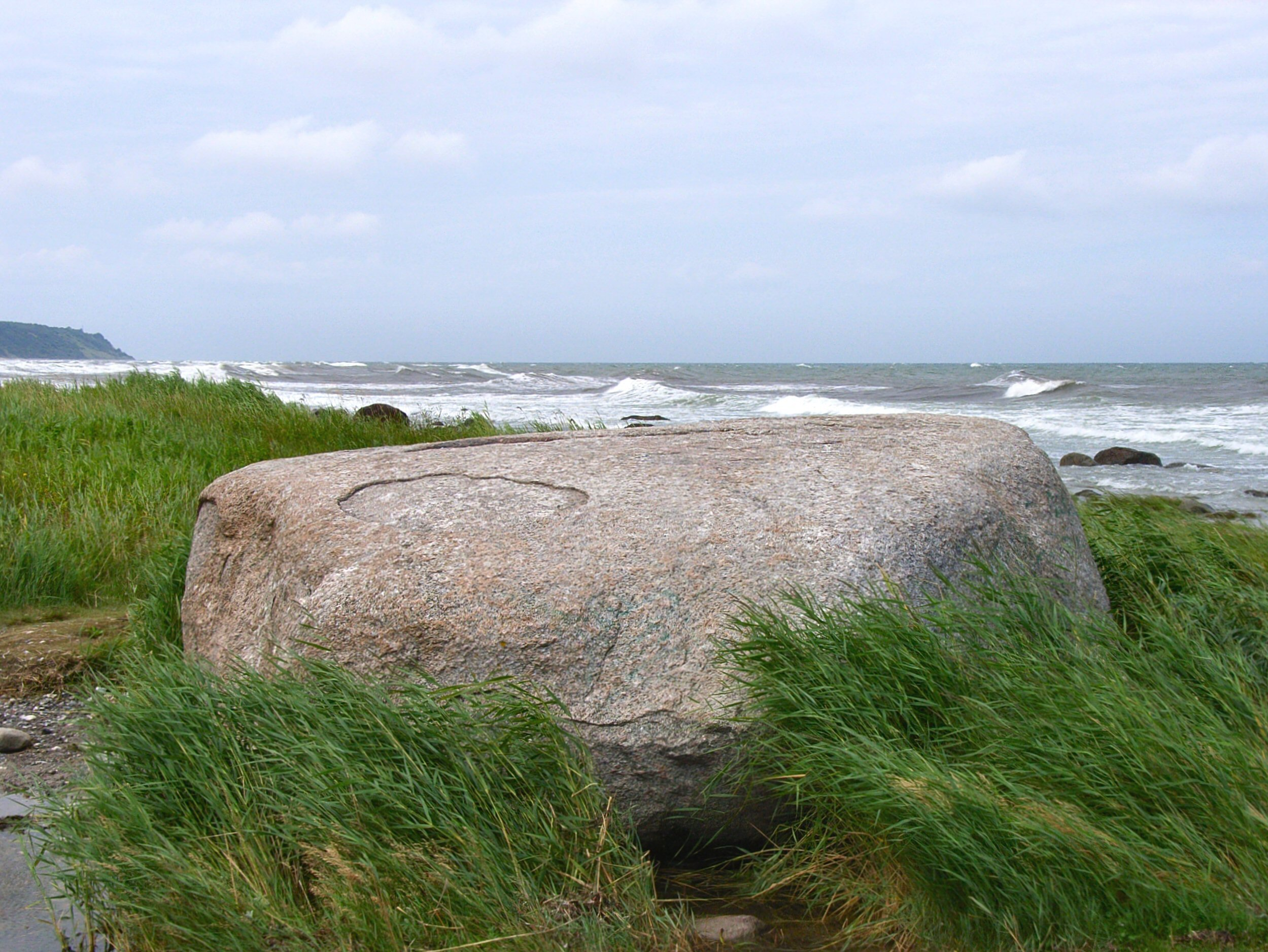
Vom Fennoskandischen Eisschild abgelagerter Erratischer Block auf der Insel Rügen.

Zwischen 1780 und 1830 wurde eine zum Teil religiös motivierte Grundsatzdebatte zwischen Neptunisten und Plutonisten geführt (Basaltstreit). Ein zentrales Thema der Neptunisten war die Sintflut, die vielfach bis in die 1. Hälfte des 19. Jahrhunderts hinein als reales geologisches Ereignis oder als Synonym für mehrere globale Überschwemmungskatastrophen betrachtet wurde. Die Kontroverse zwischen Neptunisten und Plutonisten wurde auch beim Disput über Herkunft und „Wanderung“ der erratischen Blöcke (Findlinge) offenkundig, die von Eiszeitgletschern in der Alpenregion, in der norddeutschen Tiefebene und in Skandinavien abgelagert worden waren und die charakteristisch für glazial geformte Landschaften sind. Das Rätsel der weiträumig verstreuten Findlinge wurde ab 1760 zunehmend intensiver diskutiert, wobei neben der favorisierten Drifttheorie vor allem Wasser-, Schlamm- und Geröllfluten sowie vulkanische Eruptionen als Erklärungen für den Transport der erratischen Blöcke herangezogen wurden.S. 108 ff Von einem tieferen Verständnis der Gletscherdynamik und Glazialmorphologie war man zu dieser Zeit noch weit entfernt, und erst die Arbeiten und Untersuchungen von Louis Agassiz, Johann von Charpentier, Karl Friedrich Schimper und Ignaz Venetz zeichneten ab 1830 ein zunehmend differenziertes Bild des Eiszeitklimas und der damit verbundenen Prozesse.
Jedoch konnte man in dieser frühen Phase der Forschung die postulierten Klimaänderungen weder zeitlich eingrenzen noch ansatzweise datieren, und ebenso wenig herrschte Klarheit über die möglichen Ursachen.

### Die Sonne als Ursache für Klimaveränderungen?
Im Jahr 1801 entdeckte der Astronom Wilhelm Herschel, dass zwischen 1650 und 1800, einem Zeitraum, der später als Kleine Eiszeit bekannt wurde, eine geringe Zahl der Sonnenflecken mit schlechter Weizenernte und, so seine Folgerung, ungewöhnlich niedrigen Temperaturen einherzugehen schien. Der von ihm postulierte Zusammenhang von zyklischen Veränderungen der Sonnenaktivität und natürlichen Klimaschwankungen war jedoch damals bereits umstritten und wurde in der Folge bis zum Ende des 20. Jahrhunderts in der Wissenschaft immer wieder diskutiert.

### Die Quartäre Eiszeit im Fokus der Forschung

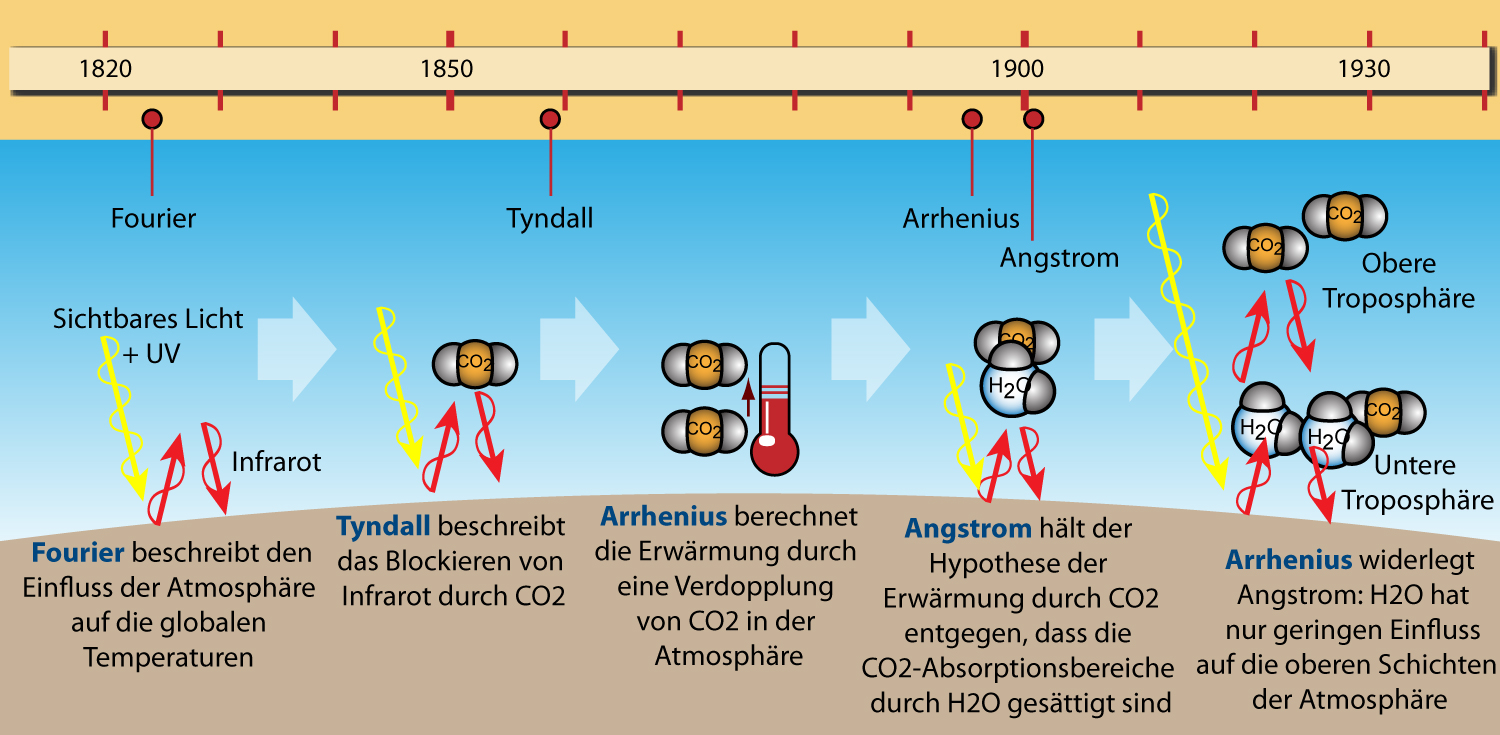
Meilensteine der Forschung zur Wissenschaft des Klimawandels zwischen 1820 und 1930

Bis zur Mitte des 19. Jahrhunderts hatten die inzwischen zahlreicher gewordenen Befürworter der Eiszeittheorie so viele Belege und „Klimazeugen“ für die Existenz einer früheren Kaltzeit gesammelt, dass es allmählich schwieriger wurde, die vorgebrachten Argumente zu ignorieren. Im Zuge der geologischen Erkundung Nordamerikas wurde darüber hinaus deutlich, dass die in Europa festgestellte Kältephase kein regionales Phänomen war, sondern offenbar die gesamte nördliche Hemisphäre erfasst hatte. Eine weitere Bestätigung erhielt das Eiszeitmodell durch die Entdeckung sehr alter Vergletscherungsspuren in Afrika, Australien und Indien, die nach heutigem Kenntnisstand der Permokarbonen Vereisung vor etwa 300 Millionen Jahren zugeordnet werden.
Als einer der unermüdlichsten Exponenten warb der Schweizer Naturforscher Louis Agassiz (1807–1873) für die wissenschaftliche Akzeptanz des Eiszeitgedankens. Auf zahlreichen Reisen, verbunden mit Vorträgen vor akademischem Publikum, sowie durch die Veröffentlichung mehrerer Bücher trug er entscheidend zur Popularisierung seiner Ideen bei. Dennoch war um 1850 ein wissenschaftlicher Konsens zu diesem Thema noch nicht in Sicht. Dieser verzögerte sich hauptsächlich aus folgenden Gründen:S. 532 ff
- Ein „Weltwinter“, wie er von Forschern wie Karl Friedrich Schimper postuliert wurde, bedeutete für die Mehrzahl der zeitgenössischen Geowissenschaftler einen Rückfall in den von Georges de Cuvier begründeten Katastrophismus und der damit verknüpften Kataklysmentheorie. Diese Anschauung galt inzwischen als veraltet und widerlegt und war durch das „moderne“ aktualistische Konzept des englischen Geologen Charles Lyell ersetzt worden.
- Gleichzeitig mit den geologischen Befunden einer Glazialperiode fanden sich in entsprechenden stratigraphischen Schichten auch deutliche Hinweise auf frühere Warmzeiten. Diese scheinbare Unvereinbarkeit wurde mit den Fortschritten von Chronostratigraphie und Geochronologie gegenstandslos, vor allem durch die Entdeckung, dass die Quartäre Eiszeit mehrmals von Interglazialen wie der Eem-Warmzeit unterbrochen worden war.
- Die Vorstellungen über die mögliche Ausdehnung und das Fließverhalten von Gletschern orientierten sich über Jahrzehnte am Beispiel der Alpengletscher. Aus dieser lokalen Perspektive globale Schlüsse ziehend, lehnten die damaligen Geowissenschaftler ein Größenwachstum von Eisfeldern, die halbe Kontinente bedeckten, nahezu einhellig ab. Diese Lehrmeinung änderte sich gravierend mit der beginnenden Erforschung und Vermessung des Grönländischen Eisschilds in der 2. Hälfte des 19. Jahrhunderts.

Abgesehen von wenigen Ausnahmen wurde die Eiszeittheorie spätestens um 1880 allgemein akzeptiert und entwickelte sich in Form der Quartärforschung zu einer wichtigen Stütze der Geowissenschaften. Allerdings fehlte lange Zeit ein fundiertes theoretisches Modell, das die Ursachen der verschiedenen Warm- und Kaltzeiten in der Erdgeschichte physikalisch korrekt beschreiben konnte. Dessen ungeachtet entstanden die Grundlagen der heutigen Klimatologie zum Teil parallel zur Eiszeittheorie und reichen in ihren Anfängen weit in das 19. Jahrhundert zurück.

### Temperatur, Wärme und Wärmestrahlung
Die verbreitete Verwendung von Thermometern, auch in Gewächshäusern, begann in der ersten Hälfte des 18. Jahrhunderts (Temperaturskalen nach Fahrenheit, Réaumur und Celsius 1724, 1730 bzw. 1742). Horace-Bénédict de Saussure maß 1767 die Intensität der Sonnenstrahlung in Tälern und in der Höhe als Temperatur in übereinander gestülpten Glaskästen. In einer verbesserten Version, einer ersten „Solarkochkiste“, erreichte er Temperaturen von über 100 °C.
Die Beobachtung der Dynamik von Temperaturänderungen führte Joseph Black, den Entdecker des Kohlenstoffdioxids, in der zweiten Hälfte des 18. Jahrhunderts zur Unterscheidung der Wärmemenge von der Temperatur. Er begründete die Konzepte latente Wärme (heute thermodynamisch „Umwandlungsenthalpie“ genannt) und Wärmekapazität, hatte aber vom Antrieb des Temperaturunterschiede ausgleichenden Wärmestromes eine falsche Vorstellung, siehe Kalorische Theorie. Im Jahr 1791 folgerte Pierre Prevost aus Experimenten von Saussure und Marc-Auguste Pictet, die heiße bzw. kalte Körper mit metallenen Hohlspiegeln auf Thermometer abgebildet hatten, dass sich allein durch Strahlung ein thermisches Gleichgewicht zwischen Körpern einstellen kann (siehe Prevostscher Satz).

### Jean Baptiste Fourier

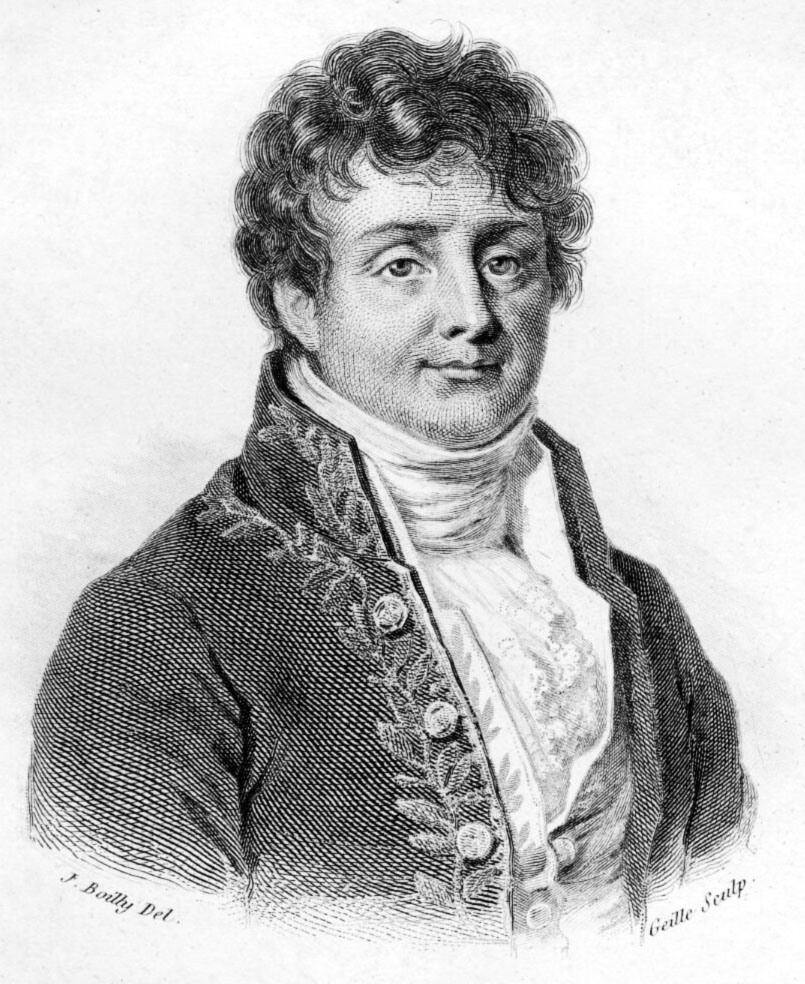
Jean Baptiste Joseph Fourier, Porträt von Julien Léopold Boilly (1796)

Jean Baptiste Joseph Fourier (1768–1830) erklärte im Jahr 1824 den atmosphärischen Treibhauseffekt. Ihm fiel auf, dass die Erde viel wärmer war, als sie bei grober Abschätzung ohne Atmosphäre sein dürfte. Er stellte fest, dass die Atmosphäre sehr „gut transparent“ für sichtbares Licht ist, nicht jedoch für die vom erwärmten Boden emittierte Infrarotstrahlung. Wolken würden Nächte milder machen, indem sie diese Strahlung absorbieren. Er verglich den Effekt mit dem der Kochkiste von Saussure.
Fourier erkannte, dass der größte Teil der resultierenden Erwärmung der Kochkiste nicht dem Treibhauseffekt, sondern der unterbundenen Konvektion zuzuschreiben ist. Die Erwärmung der Box beruhte somit hauptsächlich darauf, dass die Sonneneinstrahlung als Wärmequelle fungierte und dass die Zirkulation zwischen Außen- und Innenluft unterbunden war. Der davon abgeleitete Begriff Treibhauseffekt (englisch greenhouse effect), der zu Beginn des 20. Jahrhunderts geprägt wurde, ist in der Klimatologie bis heute gebräuchlich, obwohl der atmosphärische Treibhauseffekt vor allem auf der Klimawirkung verschiedener Treibhausgase basiert. Ebenso korrekt konstatierte Fourier, dass sowohl natürlich ablaufende Veränderungen wie auch Einflüsse der menschlichen Zivilisation auf das Klima einwirken können. Er erwartete derartige Veränderungen allerdings nur durch Veränderungen der Reflektivität, also der Albedo der Erde. Obwohl Fourier zweifellos zu den besten Mathematikern und Naturwissenschaftlern seiner Zeit zählte, vermochte er den wärmenden Effekt des Treibhauseffekts nicht mathematisch zu beschreiben.

### Eunice Newton Foote
Die wärmende Wirkung elektromagnetischer Strahlung auf verschiedene Gase wurde 1856 von Eunice Newton Foote untersucht. Sie führte Versuche mit Glasröhren durch, die dem Sonnenlicht ausgesetzt waren, und formulierte die Hypothese, dass die Erwärmung der Erdatmosphäre durch Sonnenstrahlung von der Dichte der Atmosphäre und ihrer Zusammensetzung abhängt. Ein höherer Anteil an CO2 oder Wasserdampf würde dabei nicht nur wirksam sein, indem er die Luftdichte verändert; sie schrieb den Gasen auch eine darüber hinaus gehende „eigene“ Wirkung zu.
Foote beobachtete, dass die wärmende Wirkung der Sonne bei komprimierter Luft größer war als bei einer evakuierten Röhre und bei feuchter Luft größer als bei trockener Luft: „Drittens: Die stärkste Wirkung der Sonnenstrahlen habe ich bei kohlensaurem Gas [Kohlendioxid] festgestellt.“ Sie fuhr fort: „Eine Atmosphäre dieses Gases würde unserer Erde eine hohe Temperatur verleihen; und wenn, wie einige vermuten, zu einem bestimmten Zeitpunkt ihrer Geschichte die Luft mit diesem Gas in einem größeren Anteil als heute vermischt war, muss sich aus seiner Wirkung sowie aus einem erhöhten Gewicht notwendigerweise eine erhöhte Temperatur ergeben haben.“ Ihre Arbeit wurde von Joseph Henry auf der Tagung der American Association for the Advancement of Science im August 1856 vorgestellt. Die Arbeit wurde später im selben Jahr im American Journal of Science and Arts veröffentlicht. Nur wenige nahmen das Papier zur Kenntnis und es wurde erst im 21. Jahrhundert wiederentdeckt.

### John Tyndall

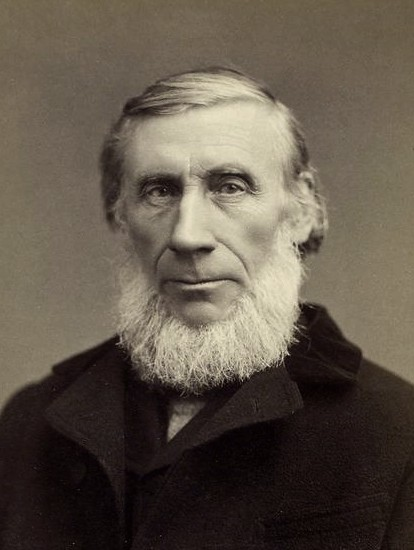
John Tyndall

„So wie ein Staudamm ein lokales Anschwellen eines Flusses bewirkt, so erzeugt unsere Atmosphäre, die als Barriere für die von der Erde kommende Strahlung wirkt, einen Anstieg der Temperaturen an der Erdoberfläche.“
So beschrieb John Tyndall (1820–1893) im Jahr 1862 sehr treffend den natürlichen Treibhauseffekt. Im Rahmen umfangreicher und mit der damals möglichen Präzision durchgeführter Messungen identifizierte er die dafür verantwortlichen Gase. Er fand heraus, dass der Wasserdampf für den größten Teil des Treibhauseffekts verantwortlich ist. Ebenso korrekt bezeichnete er den Beitrag der übrigen Gase wie Kohlenstoffdioxid (CO2) oder Ozon (O3) als zwar deutlich schwächer, aber nicht zu vernachlässigen.
Tyndalls Messungen fußten unter anderem auf Vorarbeiten von Macedonio Melloni, der in Bezug auf die dafür nötige Messtechnik Pionierarbeit geleistet hatte. In Tyndalls Apparatur kam eine etwa ein Meter lange Röhre zum Einsatz, deren Enden er mit Fenstern aus Steinsalz abdeckte, da diese im Gegensatz zu Glasscheiben transparent für Infrarotstrahlung sind. An einem Ende platzierte er kochendes Wasser, dessen Temperatur sehr einfach stabil beim Siedepunkt zu halten ist, am anderen Ende ein Thermoelement, das an ein empfindliches Strommessgerät angeschlossen war. Der Ausschlag des Strommessgerätes war ein Maß für die Menge an Infrarotstrahlung, die durch das Rohr bis zum Thermoelement gelangen konnte. Untersuchungen des Absorptionsspektrums der Gase der Erdatmosphäre waren dabei nicht Gegenstand seiner Messungen; er fokussierte sich auf eine Quantifikation der Absorptionsfähigkeit für Infrarotstrahlung.
Von der Richtigkeit der damals kontrovers diskutierten Eiszeittheorie überzeugt, reiste er ab der Mitte der 1850er Jahre mehrmals in die Schweiz (1856 zusammen mit dem Biologen Thomas Henry Huxley), wo er die Plastizität von Eis und das Fließverhalten von Gletschern vor Ort studierte. Daraus resultierte in den folgenden Jahren eine Vielzahl von Aufsätzen zu diesem Thema, die in englisch-, deutsch- und französischsprachigen Zeitschriften erschienen. Ausgehend von geologischen und geophysikalischen Fragestellungen widmete sich Tyndall in dieser Zeit auch verstärkt der Meteorologie sowie der Auswirkung von Treibhausgasen auf das Klima.S. 495 ff Er argumentierte, dass eine geringfügige Absenkung der Konzentration von Kohlenstoffdioxid in der Erdatmosphäre einen leichten globalen Temperaturrückgang bewirken würde. Dadurch werde jedoch die Konzentration des weitaus wirkungsvolleren Treibhausgases Wasserdampf beeinflusst, was letztlich eine starke Abkühlung zur Folge hätte.
Um die Klimamechanismen von früheren Warm- und Kaltzeiten im Detail zu verstehen, bedurfte es jedoch weiterer physikalischer Erkenntnisse, die im Wesentlichen erst im Laufe des 20. Jahrhunderts gewonnen wurden. Wissenschaftler, die gegen Ende des 19. und Anfang des 20. Jahrhunderts darauf hinwiesen, dass der Mensch in der Lage sei, durch sein Wirken das Erdklima zu verändern, fanden lange Zeit kaum Beachtung. Weder war nach allgemeiner Einschätzung eine Erwärmung in den nächsten Jahrhunderten zu erwarten noch wäre ein anthropogen bedingter Einfluss auf das Erdklimasystem messtechnisch überprüfbar gewesen. Zudem gab es bis zur Mitte des 20. Jahrhunderts aufgrund des Fehlens systematischer Messungen keine signifikanten Belege für eine Änderung der Treibhausgas-Konzentrationen in der Erdatmosphäre.

### James Croll

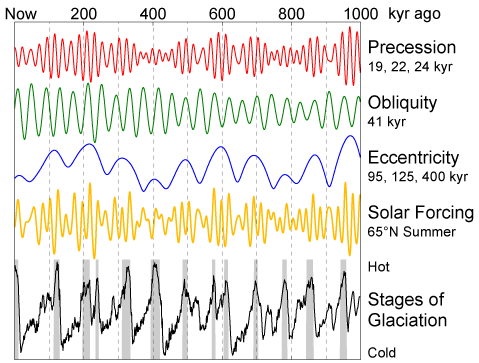
Diagramm der Milanković-Zyklen mit Übersicht der
Präzession (Precession), Schiefe der Ekliptik (Obliquity),
Exzentrizität (Excentricity), Schwankungen der Solarstrahlung auf die Erde (Solar Forcing) sowie den Kalt- und Warmzeiten (Stages of Glaciation).

Bereits im frühen 19. Jahrhundert wurde über verschiedene astronomische Ursachen der Eiszeiten spekuliert. So veröffentlichte der dänische Geologe Jens Esmark im Jahr 1824 die Hypothese, dass die Umlaufbahn der Erde um die Sonne in der Urzeit stark exzentrisch gewesen sei und der eines periodisch wiederkehrenden Kometen geähnelt habe. In den 1830er Jahren vermutete der französische Mathematiker Siméon Denis Poisson auf der Grundlage der damals vorherrschenden Äthertheorie eine Unterteilung des Weltalls in wärmere und kältere Regionen, durch die sich das Sonnensystem im Laufe längerer Zeitabschnitte bewegte.S. 475 ff Die erste fundierte und gut begründete Eiszeittheorie formulierte der schottische Naturforscher James Croll (1821–1890). Sich auf die Berechnungen des Mathematikers Joseph-Alphonse Adhémar und des Astronomen Urbain Le Verrier stützend, vertrat er 1864 in einer Aufsehen erregenden Arbeit im Philosophical Magazine den Gedanken, dass Veränderungen der Erdumlaufbahn in Verbindung mit der starken Eis-Albedo-Rückkopplung für das Entstehen der Eiszeiten verantwortlich sein könnten. Er war der Erste, der auf die Mächtigkeit dieses Rückkopplungsglieds im globalen Klimasystem hinwies. Etwa ab 1870 wurde die Möglichkeit kosmischer beziehungsweise solarer Einflüsse auf das irdische Klima auf breiterer Basis wissenschaftlich diskutiert.
Crolls Theorie wurde in den 1920er- und 1930er-Jahren von Milutin Milanković und Wladimir Köppen mit konkreten Berechnungen gestützt. Bis in die 1960er-Jahre glaubten jedoch nur wenige Klimatologen, dass in den Milanković-Zyklen die Ursache für die Eiszeiten zu finden war: Die Veränderung der Intensität der Sonneneinstrahlung war sehr klein im Vergleich zu den beobachteten Temperaturschwankungen. Sie war auch dann zu klein, wenn man die Wasserdampf- und Eis-Albedo-Rückkopplung in die Betrachtungen mit einbezog. Außerdem fand man geologische Befunde über vergangene Eiszeiten, die scheinbar im Widerspruch zu der Theorie standen. In der ersten Hälfte des 20. Jahrhunderts waren die Klimadaten über vergangene Eiszeiten und deren zyklische Abläufe außerdem zu ungenau, um damit die Thesen von Croll und Milanković zu belegen oder zu widerlegen.

### Physikalische Gesetze
Neben Tyndalls Arbeiten bildeten das von Gustav Robert Kirchhoff im Jahre 1859 formulierte Kirchhoffsche Strahlungsgesetz und das im Jahr 1879 von Josef Stefan und Ludwig Boltzmann entwickelte Stefan-Boltzmann-Gesetz wesentliche Grundlagen. Letzteres ermöglichte, die Leistung zu errechnen, die von einem Strahler einer bestimmten Temperatur emittiert wird. Wilhelm Wien ergänzte das Stefan-Boltzmann-Gesetz im Jahr 1893. Mit Hilfe seines Wienschen Verschiebungsgesetzes konnte man nun auch die Wellenlänge der höchsten Photonenflussrate errechnen, die ein Strahler einer bestimmten Temperatur emittiert. Max Planck vereinigte diese Gesetze im Jahr 1900 schließlich im Planckschen Strahlungsgesetz, das bis heute die wichtigste physikalische Grundlage zum Verständnis des Strahlungshaushaltes der Erde darstellt.

### Svante Arrhenius

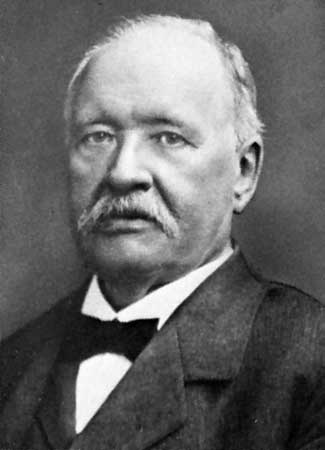
Svante Arrhenius, einer der Pioniere in der Geschichte der Wissenschaft über die globale Erwärmung

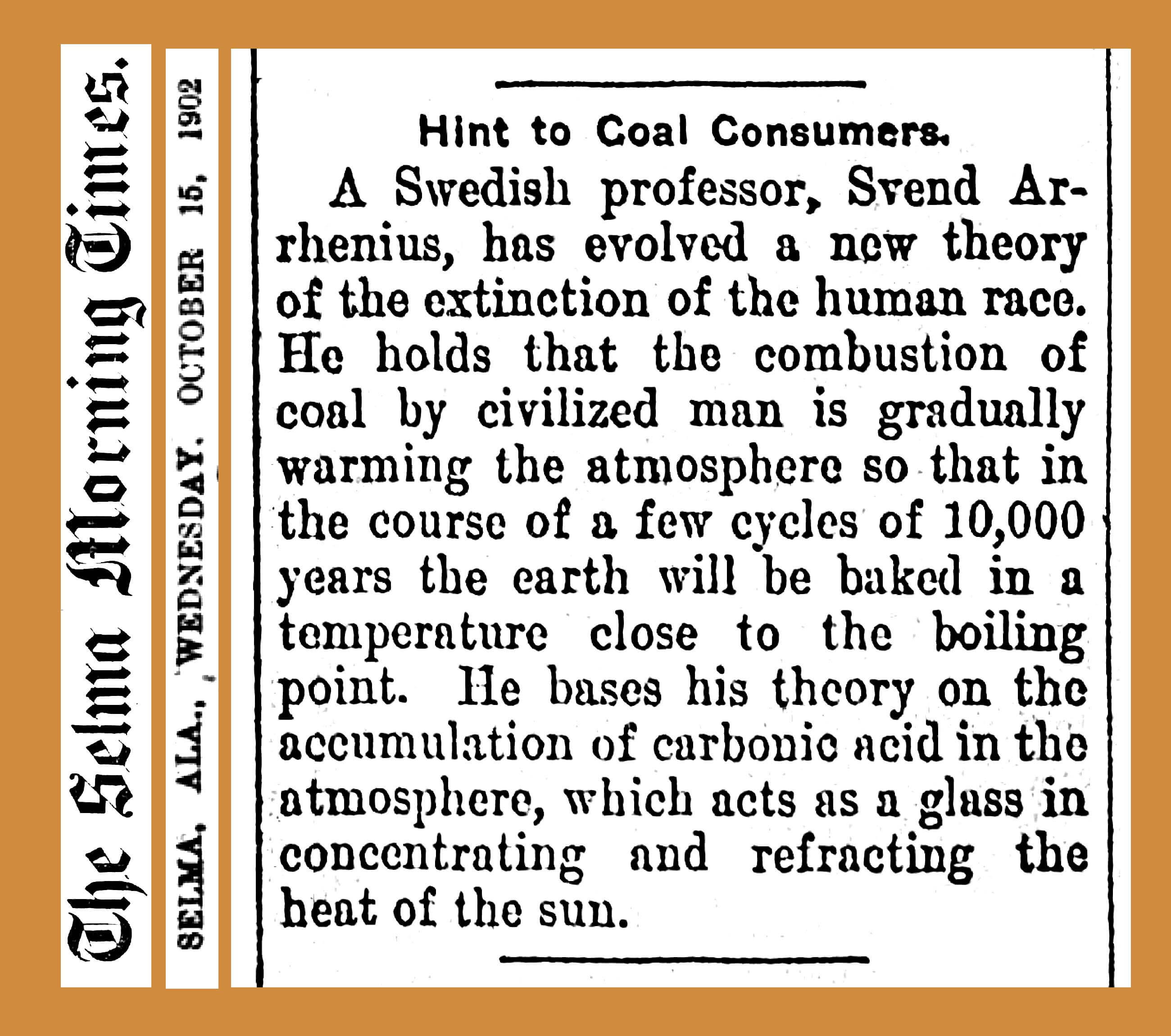
Zeitungsartikel von 1902, welcher vor möglichen Folgen der globalen Erwärmung warnt

Der schwedische Physiker und Chemiker Svante Arrhenius (1859–1927) war von Tyndalls Idee fasziniert, dass wechselnde Konzentrationen von Kohlenstoffdioxid ein wesentlicher Faktor für die Erklärung der großen Temperatursprünge zwischen Warm- und Eiszeiten sein könne. Aufbauend auf Vorarbeiten von Samuel Pierpont Langley stellte er als Erster umfangreiche Berechnungen an. Er berechnete letztlich ein stark vereinfachtes Klimamodell, das er während mehrerer Monate ohne maschinelle Hilfe durchrechnete. Im Jahr 1896 veröffentlichte er seine Ergebnisse zusammen mit der Hypothese, dass eine Halbierung der Kohlenstoffdioxid-Konzentration ausreiche, eine Eiszeit einzuleiten. Herausragend war, dass er die von James Croll beschriebene Eis-Albedo-Rückkopplung in seinen Berechnungen berücksichtigte.
Prominente Unterstützung für seine Theorie erhielt er unter anderem von Nils Ekholm und Thomas Chrowder Chamberlin. Cyrus F. Tolman schätzte in einer 1899 erschienenen Publikation, dass sich in den Ozeanen dieser Welt in Form von Kohlensäure etwa 18-mal so viel Kohlenstoffdioxid wie in der Atmosphäre befindet; die Löslichkeit von Kohlenstoffdioxid ist jedoch temperaturabhängig. Von daher sei es durchaus möglich, dass dies die Reservoirs sind, in denen das atmosphärische CO2 während der Eiszeiten gelöst ist. Es könnte bei zunehmender Erderwärmung freigesetzt werden und damit auf den jeweiligen Trend der globalen Durchschnittstemperaturen verstärkend wirken.
Dass eine anthropogene CO2-Anreicherung in der Atmosphäre die aktuelle Erdtemperatur weiter erhöhen könne, erwähnte Arrhenius zunächst nur als Nebenaspekt. Erst in einer 1906 erschienenen Publikation diskutierte er dies detailliert. Für die Klimasensitivität ermittelte er 5 bis 6 °C. Den für solch eine Temperaturerhöhung nötigen, doppelt so hohen atmosphärischen Kohlenstoffdioxidgehalt erwartete er auf Basis der weltweiten Emissionsraten des Jahres 1896 in ca. 3000 Jahren, und erst in einigen Jahrhunderten erwartete er, dass eine Temperaturerhöhung überhaupt messbar sei. Er hoffte dabei auf „gleichmäßigere und bessere klimatische Verhältnisse“ sowie „um das Vielfache erhöhte Ernten“. Er verstand aber auch, dass eine dauerhafte Nutzung fossiler Brennstoffe aufgrund der damit verbundenen globalen Erwärmung langfristig zu Problemen führen würde.
Arrhenius’ Zeitgenosse Walther Nernst griff Arrhenius’ Gedanken auf und schlug vor, zusätzliches Kohlenstoffdioxid für die Erwärmung der Erdatmosphäre zu produzieren. Er wollte dafür Kohle verbrennen, die nicht wirtschaftlich zu fördern war.

## Anfang des 20. Jahrhunderts: Kritik und Ablehnung
In der ersten Hälfte des 20. Jahrhunderts stand man der Theorie von Arrhenius zunächst überwiegend ablehnend gegenüber. Seine Annahmen basierten auf zu vielen unbestätigten und vereinfachenden Annahmen, sodass die Skepsis berechtigt war. Arrhenius hatte in seinen Berechnungen die Eis-Albedo-Rückkopplung und die Wasserdampf-Rückkopplung in Ermangelung konkreter Daten nur durch Schätzwerte berücksichtigt. Einen Wärmetransport durch Konvektion und Meeresströmungen betrachtete er gar nicht, und zur Untermauerung seiner Eiszeittheorie fehlte ihm die Kenntnis der eiszeitlichen atmosphärischen Treibhausgaskonzentrationen. Auch bezog er in seine Betrachtungen mögliche, durch eine Erwärmung ausgelöste Veränderungen der Wolkenbildung nicht in seine Berechnungen mit ein. Wolken können die Strahlungsbilanz der Erde jedoch signifikant verändern, und einige Wissenschaftler seiner Zeit gingen davon aus, dass eine Erwärmung über eine verstärkte Wolkenbildung selbige vollständig ausgleichen würde.
Im Jahr 1900 erschien eine Publikation des namhaften Physikers Knut Ångström. In dieser legte er dar, dass eine Halbierung des atmosphärischen Kohlenstoffdioxid-Gehaltes die Infrarotabsorption nur um 0,4 % verändern würde, was auf das Klima keinen signifikanten Einfluss haben könne. Wie sich später herausstellte, führte Ångströms Laborassistent die Messung jedoch fehlerhaft durch, die damals verfügbaren Spektrometer waren für die Aufgabe zu ungenau, und überdies interpretierte er die Messergebnisse falsch. Ångström ging fälschlicherweise davon aus, dass sich die Absorptionsspektren von Wasserdampf und Kohlenstoffdioxid weitestgehend überdecken und die Absorptionswirkung des Spurengases daher vernachlässigbar sei. Dies war jedoch das Ergebnis der zu dieser Zeit für diese Messung unzureichenden Messgeräte. Bei korrekter Messung hätte Ångströms Assistent eine aus der Halbierung der Kohlenstoffdioxidkonzentration resultierende Absorptionsänderung von 1 % gefunden. Ein weiterer Fehler erwuchs daraus, dass Ångströms Assistent seine Messungen auf Höhe des Meeresspiegels durchführte. Selbst wenn es dort keinen messbaren Absorptionsunterschied gäbe, würde es an der Wirkung einer Konzentrationsänderung des Treibhausgases Kohlenstoffdioxid nichts ändern: Für die Stärke des Gesamttreibhauseffekts ist die Treibhauswirkung in höheren Atmosphärenschichten entscheidend, wo die Luft aufgrund der herrschenden Kälte sehr trocken ist. Daher wirkt sich die Überschneidung der Absorptionsbande des Kohlenstoffdioxids mit denen von Wasserdampf insgesamt kaum aus. Da die Luft in großen Höhen nicht nur sehr trocken, sondern auch erheblich weniger dicht ist als am Boden, bewirkt eine Erhöhung der Kohlenstoffdioxidkonzentration dort durchaus in Form einer verstärkten Absorption eine Verstärkung des Treibhauseffekts.
Die Erde strahlt im Mittel in einer Höhe von 5500 m ihre Wärme ins All ab. Eine Erhöhung der mittleren globalen Treibhausgaskonzentrationen führt dazu, dass der Bereich, in dem die Erde abstrahlt, in größere Höhen verschoben wird. Da es dort aber kälter ist, wird dort weniger effektiv Wärme abgestrahlt; der zusätzliche Wärmestau lässt alle darunter liegenden Atmosphärenschichten wärmer werden, bis die abstrahlende Schicht wieder so viel Energie in Richtung All verliert wie von der Sonne eingestrahlt wird. Arrhenius erkannte die Fehler in Ångströms Argumentation und widersprach aufs Heftigste.

### 1930er Jahre: Guy Stewart Callendar

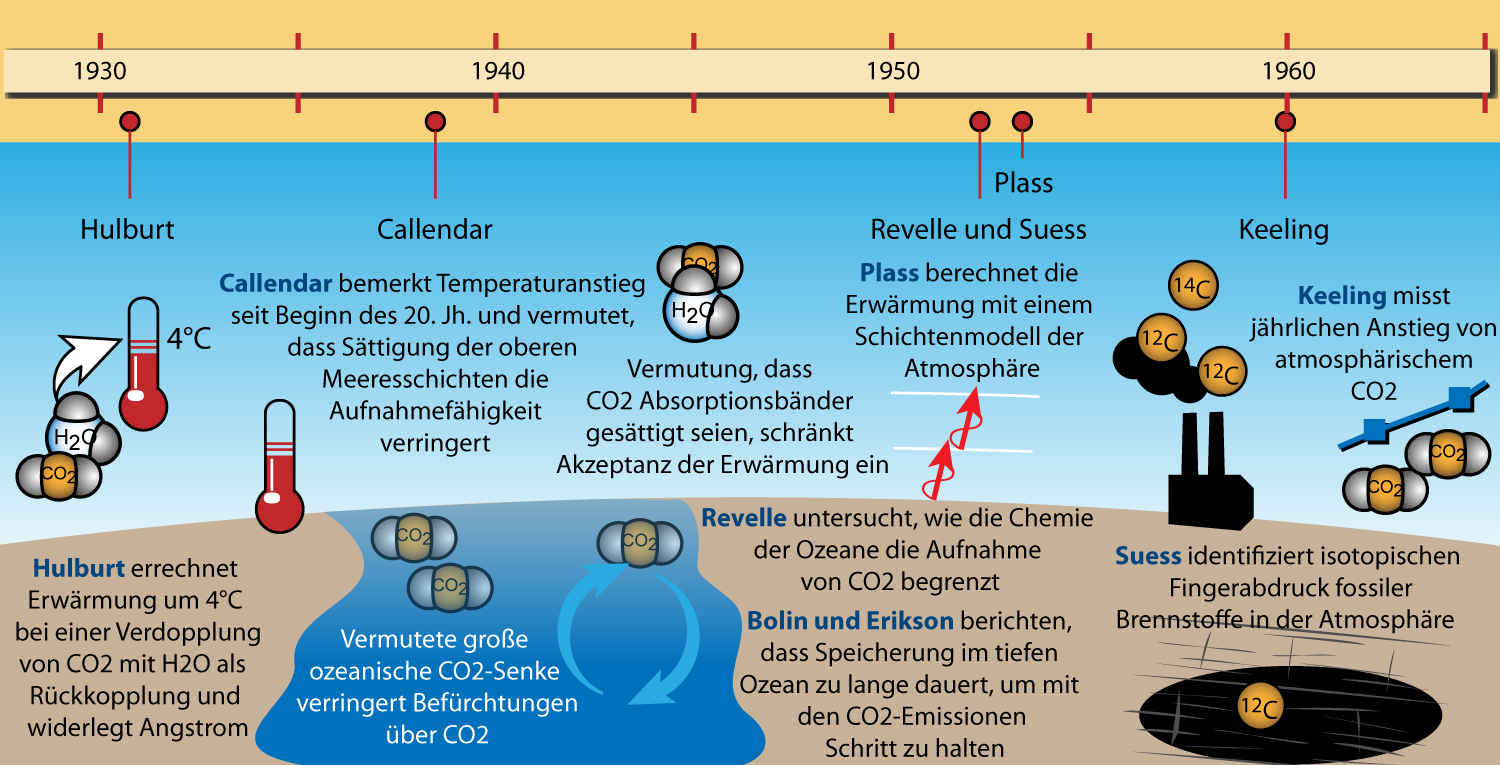
Zeitliche Abfolge der Klimawissenschaft, 1930–1960

In den 1930er Jahren gab es in Teilen der Großen Ebenen in den USA und in Kanada (Great Plains) verheerende Dürren und Staubstürme. Man bemerkte, dass die dortigen Temperaturen in den vorangehenden Jahrzehnten gestiegen waren. Wissenschaftler vermuteten mehrheitlich einen natürlichen Klimazyklus; ein verstärkter Treibhauseffekt galt als nur eine von vielen möglichen Ursachen.
Nach Auswertung der Temperaturdaten der letzten 50 Jahre von 200 meteorologischen Stationen ermittelte Guy Stewart Callendar (1898–1964) eine statistisch signifikante globale jährliche Erwärmungsrate von 0,005 °C. Er war der Ansicht, dass diese Erwärmung zu ausgeprägt und zu umfassend war, um auf einer natürlichen Klimafluktuation zu basieren. In einer im Jahr 1938 publizierten Arbeit schätzte er die über die vergangenen 50 Jahre emittierte Menge Kohlenstoffdioxid auf 150.000 Mio. Tonnen. Er nahm an, dass sich davon noch etwa drei Viertel in der Atmosphäre befänden. Die von dieser Treibhausgasmenge resultierende Erwärmung schätzte er auf 0,003 °C/Jahr (Stand 2011: 0,02 °C/Jahr) und ging von einer CO2-Konzentration von 274 ppm im Jahr 1900 aus; durch Fortschreiben der damaligen, geschätzten jährlichen Emissionsrate von 4.500 Mio. Tonnen Kohlenstoffdioxid erwartete er für das Jahr 2100 eine atmosphärische Kohlenstoffdioxidkonzentration von 396 ppm (dieser Wert wurde im Jahr 2013 erreicht). Die aus der Verbrennung fossiler Brennstoffe resultierende Erwärmung schätzte er für das 20. Jahrhundert auf 0,16 °C, für das 21. Jahrhundert auf 0,39 °C und für das 22. Jahrhundert auf 0,57 °C. Auch Callendar hielt die globale Erwärmung für etwas Positives, da durch die anthropogene Erwärmung das Risiko einer bald wiederkehrenden Eiszeit auf absehbare Zeit gebannt schien.

### 1940er Jahre: Hermann Flohn
Hermann Flohn war der erste deutsche Klimaforscher, der die globale Klimawirkung von anthropogen erhöhten CO2-Konzentrationen bzw. den anthropogenen Klimawandel seit seiner Habilitation 1941 und seiner Antrittsvorlesung 1953 an der Universität Würzburg vertrat und hierzu zahlreiche Publikationen bis zu seinem Tod 1997 veröffentlichte. Flohn gilt international als einer der Wegbereiter der internationalen und nationalen Klimaforschung und hat auf die CO2-Problematik seit der Nachkriegszeit immer wieder hingewiesen. Wenngleich diese Position unter Klimatologen damals nicht unumstritten war, so erhielt er von Experten Unterstützung, unter anderem von dem führenden Klimatologen Michail Iwanowitsch Budyko.

## Mitte des 20. Jahrhunderts: Erst Ablehnung, dann Akzeptanz
Auch wenn einzelne Wissenschaftler schon zu einem sehr frühen Zeitpunkt die Klimarelevanz zunehmender Kohlenstoffdioxid-Konzentrationen betonten, wurden Callendars Arbeiten überwiegend kritisiert. Zur damaligen Zeit gab es keinen stichhaltigen Beleg dafür, dass der atmosphärische CO2-Gehalt tatsächlich ansteigt. Die verfügbaren Daten zum atmosphärischen CO2-Gehalt waren sehr ungenau. Messungen ergaben Werte, die abhängig von Messort und Messzeit so stark voneinander abwichen, dass weder eine Durchschnittskonzentration bekannt noch ein eventueller Anstieg nachweisbar war. In den Ozeanen der Welt ist in Form von Kohlensäure 50-mal so viel Kohlenstoffdioxid gelöst wie die gesamte Atmosphäre enthält. Da sich Kohlenstoffdioxid gut in Wasser löst, ging die überwiegende Zahl der Wissenschaftler davon aus, dass alle vom Menschen zusätzlich eingebrachten Mengen des Spurengases Kohlenstoffdioxid im Meer verschwinden. Zumal man wusste, dass die durch Verbrennung fossiler Brennstoffe emittierte CO2-Menge nur ein winziger Bruchteil jener Menge ist, welche im Rahmen von Stoffwechselvorgängen wie Photosynthese und Atmung umgesetzt wird.
Die Arbeiten von Tyndall, Arrhenius und Callendar wurden kaum mehr diskutiert. Sie enthielten auch zu viele auf absehbare Zeit unüberprüfbare Thesen. Der unleugbare Befund der Eiszeiten wartete zwar noch auf eine Lösung, doch erklärte man sich die Eiszeiten durch geologische Ursachen, die über veränderte Wind- und Meeresströmungen das Klima lokal beeinflusst hatten. Globale Klimaveränderungen hielt zu dieser Zeit kaum jemand für möglich. Zwar führten vom US-Militär finanzierte Forschungen in den 1940er Jahren zu frühen Prognosen hinsichtlich des Klimawandels und abschmelzender Polkappen. Da diese Erkenntnisse aber vom Militär geheim gehalten wurden, wurde das Thema nur sporadisch und nicht öffentlich diskutiert.
1951 schrieb die American Meteorological Society im Compendium of Meteorology: „Die Idee, dass eine Erhöhung des Kohlenstoffdioxid-Gehaltes der Atmosphäre das Klima verändern könne, war nie weit verbreitet und wurde schließlich verworfen, als man herausfand, dass alle von Kohlenstoffdioxid absorbierte Infrarotstrahlung bereits von Wasserdampf absorbiert wird.“ Dass dies falsch ist und Arrhenius mit seinem Einwand recht hatte, war allerdings bereits fast 20 Jahre zuvor publiziert worden – unter anderem von E.O. Hulburt und Guy Callendar.

### Ende der 1950er Jahre: Die Theorie wird wiederbelebt
Die 1950er Jahre brachten einen enormen Wissenszuwachs in allen Bereichen der Wissenschaft. Bedingt durch den Kalten Krieg erhöhte die amerikanische Regierung die Forschungsausgaben in vielen Bereichen von Naturwissenschaft und Technik, so auch in Geologie, Ozeanographie und Meteorologie. Die Militärs interessierten sich dafür, wie die Strahlung der Atombomben absorbiert wird, und wie sich der Fallout in Atmosphäre und den Weltmeeren verteilt. Auch wollte man wissen, wann irgendjemand irgendwo einen oberirdischen Atombombentest durchführt. Es gab kaum einen Bereich, der für das Militär unwichtig hätte sein können.
Eine der wichtigsten Errungenschaften der Paläoklimatologie war die Kombination der radiometrischen Datierung mit der Chromatographie und der Massenspektrometrie. Damit wurde es möglich, das absolute Alter und damit die Entstehungszeit vieler Fossilien zu ermitteln. Und mit dem in den 1950ern ebenfalls entwickelten δ18O-Verfahren war es erstmals möglich, Temperatur- und Niederschlagsverhältnisse längst vergangener Zeiten zu rekonstruieren.

### Schlüsseltechnologie Radiokohlenstoffdatierung
Willard Libby hatte bereits in den 1930er Jahren Zählverfahren für sehr schwache Radioaktivität entwickelt. Darauf aufbauend stellte er im Jahr 1949 die Radiokohlenstoffdatierung vor. Mit diesem revolutionären Verfahren konnte man das Alter von kohlenstoffhaltigen Fossilien, die nicht älter als 50.000 Jahre waren, mit bislang unbekannter Genauigkeit bestimmen. Oberirdische Tests von Kernwaffen führten zu einem starken Konzentrationsanstieg von radioaktivem 14C, dem Kernwaffen-Effekt. Mit Hilfe der neuen Technik von Libby war es nun möglich, auch das durch Atombombentests erzeugte 14C nachzuweisen.
Der Direktor der US-amerikanischen Scripps Institution of Oceanography, Roger Revelle, hatte sich am Anfang seiner Laufbahn in den 1930er Jahren intensiv mit der Chemie der Ozeane beschäftigt. Er galt als Experte in diesem Feld und hatte enormes Wissen über den Gasaustausch zwischen Atmosphäre und Ozeanen gesammelt. Er verfügte jedoch nicht über geeignete Methoden, um den Gasaustausch von Kohlenstoffdioxid untersuchen zu können, sodass er sich anderen Dingen zuwandte.
Um zusätzlich durch die Verbrennung fossiler Brennstoffe erzeugtes Kohlenstoffdioxid aufnehmen zu können, mussten sich die Ozeane durchmischen. Zufällig fand Revelle im Rahmen eines Forschungsprojektes heraus, dass sich radioaktiver Kohlenstoff, der bei einem Unterwasser-Bombentest entstanden war, in einer Schicht bewegte, die zwar nur einen Meter dick war, sich aber über Hunderte von Quadratkilometern erstreckte. Dies belegte zu seinem großen Erstaunen, dass es kaum zu einer vertikalen Durchmischung der Wasserschicht gekommen war. Wenn dies für 14C aus Atomtests galt, so musste es auch für jede andere Substanz gelten, die in die Meere eingebracht wurde – auch für Kohlenstoffdioxid.
Eines Tages wurde Revelle auf die Arbeiten von Hans E. Suess aufmerksam, der sich mit Optimierungsverfahren der neuen Radiokohlenstoffdatierung beschäftigte. Dies passte gut zu seinen Forschungsprojekten über die Durchmischung und den Gasaustausch der Ozeane; glücklicherweise hatte er Budgets, um Suess anzuwerben, mit ihm zusammen die ungelösten Fragen zum Kohlenstoffdioxidaustausch der Ozeane anzugehen.

### Widersprüchliche Ergebnisse
Nach Auswertung der 14C-Studien publizierten Revelle und Suess im Jahr 1957, dass die durchschnittliche Verweilzeit von Kohlenstoffdioxid in der Atmosphäre in der Größenordnung von ca. 10 Jahren liege. Dies war in guter Übereinstimmung mit den Ergebnissen der Arbeitsgruppe um James R. Arnold, der zuvor bei Willard Frank Libby gearbeitet hatte und gerade an der Princeton University tätig war. Im Jahr 1958 wechselte Arnold zu Revelle an den damals neu gegründeten Campus der University of California in San Diego.
Die Dauer einer kompletten Umwälzung der Ozeane schätzten die Forscher auf ein paar hundert Jahre. Die Ergebnisse ließen den Schluss zu, dass sich durch die Verbrennung fossiler Brennstoffe entstandenes Kohlenstoffdioxid sehr schnell in den Ozeanen löse, weshalb es unwahrscheinlich schien, dass es sich in der Atmosphäre anreichert. Dies aber würde Spekulationen über eine mögliche, menschengemachte globale Erwärmung, die durch einen Konzentrationsanstieg des Spurengases hervorgerufen wurde, substanzlos machen.
Diese Ergebnisse standen jedoch im Widerspruch zu Guy Callendars Analysen. Dieser wurde nicht müde darauf hinzuweisen, dass die ihm vorliegenden (recht ungenauen) Messreihen des Spurengases Kohlenstoffdioxid klar darauf hindeuteten, dass dieses sich in der Atmosphäre anreichere. Es gab aber noch einen viel gewichtigeren Hinweis: Suess hatte bei seinen Studien der Radiokohlenstoffdatierung entdeckt, dass jüngere Holzproben ein verschobenes 12C/14C-Verhältnis aufwiesen: Je jünger sie waren, desto weniger 14C enthielten sie. Und zwar weniger als durch radioaktiven Zerfall begründet werden konnte. Erklärbar war dieser Effekt, wenn das Kohlenstoffdioxid der Atmosphäre mit Kohlenstoffdioxid vermischt worden war, das aus der Verbrennung fossiler Brennstoffe stammte, in dem 14C aufgrund ihres hohen Alters praktisch vollständig zerfallen war. Dieser Effekt wurde später als Suess-Effekt bekannt. Die Argumente waren nicht von der Hand zu weisen. Revelle und Suess suchten nach Fehlern in ihrer Arbeit. Zunächst versuchten sie den Widerspruch dadurch zu erklären, dass sie die Aufnahme von Kohlenstoffdioxid durch Pflanzen nicht in ihre Überlegungen aufgenommen hatten. Schließlich fanden Bert Bolin und Erik Eriksson jedoch das Hauptproblem: Die Forscher hatten den Stoffaustausch bei Vorliegen einer Gleichgewichtskonzentration zwischen Atmosphäre und Ozeanen untersucht. Die Verbrennung fossiler Brennstoffe führt jedoch zu einem steten CO2-Zustrom, ein Gleichgewicht liegt nicht vor. Wird daneben auch die sehr langsame Umwälzrate der Ozeane berücksichtigt, führt dies zu einem gänzlich anderen Ergebnis: Demnach würde atmosphärisches Kohlenstoffdioxid zwar rasch gelöst, aber eben auch ebenso rasch wieder in die Atmosphäre emittiert werden, sodass nur etwa 25 % von den Ozeanen aufgenommen würde. Das Verhältnis von atmosphärischer Emission und Aufnahme durch die Ozeane wurde nach Roger Revelle benannt und Revelle-Faktor genannt.
Alles deutete nun darauf hin, dass Callendar recht hatte, dass sich Kohlenstoffdioxid in der Tat in der Atmosphäre anreicherte.

### Keelings Messungen
Für die Klärung der Frage, ob der von Revelle und Suess vorausgesagte Konzentrationsanstieg des Treibhausgases Kohlenstoffdioxid in der Atmosphäre auch tatsächlich messtechnisch nachweisbar sei, bewarb sich das Scripps-Institut mit dem Projekt einer atmosphärischen Kohlenstoffdioxid-Messung für das Internationale Geophysikalische Jahr 1957/58. Der junge Chemiker Charles David Keeling wurde mit dem Projekt betraut; er konnte schon ein Jahr später mit der nach ihm benannten „Keeling-Kurve“ aufwarten, die der erste zweifelsfreie Beleg war, dass die Konzentration dieses Treibhausgases ansteigt. Im Gegensatz zu seinen Vorgängern, die an dieser Aufgabe gescheitert waren, führte Keeling seine Messungen fernab von Quellen und Senken des Spurengases durch und benutzte erstmals einen nichtdispersiven Infrarotsensor mit einem Messaufbau, der Ergebnisse höchster Präzision lieferte. Zusätzliche Genauigkeit erhielten seine Messwerte dadurch, dass er diese nicht punktuell, sondern an mehreren, weit voneinander entfernten Stationen kontinuierlich erfasste.

### Messbare Erwärmung binnen Jahrzehnten erwartet

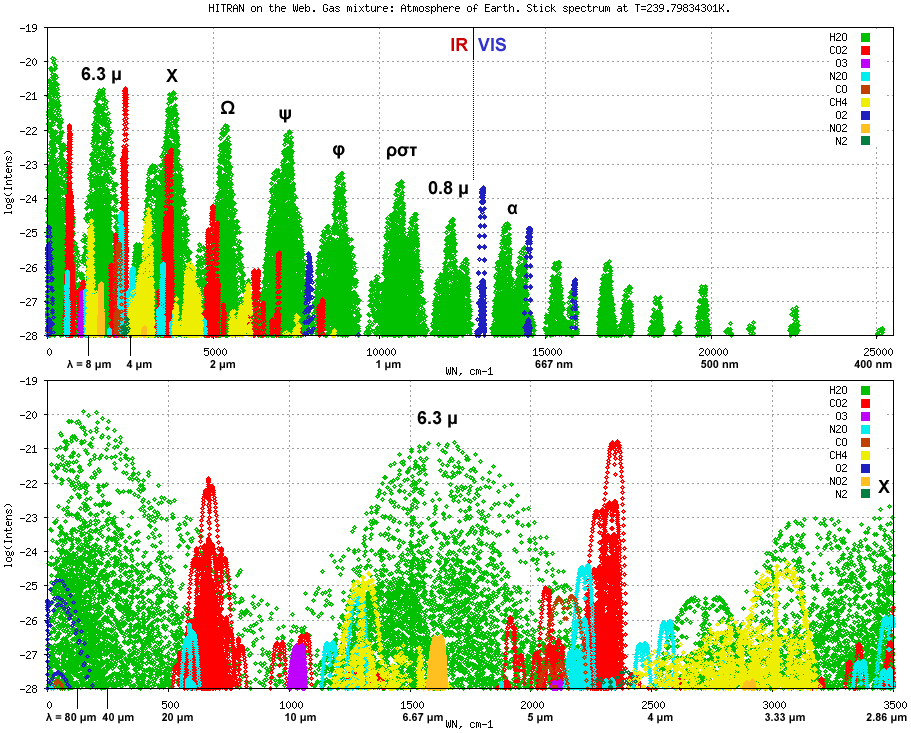
Absorptionsspektren der Gase der Erdatmosphäre

Gilbert Plass nutzte 1956 erstmals Computer zur Berechnung der zu erwartenden Erwärmung, wobei in diese Modellprojektionen erstmals genaue Absorptionsspektren des CO2 einflossen. Entsprechende Messungen hatten Physiker der Johns Hopkins University durchgeführt, und Plass konnte im Rahmen einer Kooperation auf diese Daten zurückgreifen. Ihm gelang als Erstem der Nachweis, dass sich die Absorptionsbande von Wasserdampf und Kohlenstoffdioxid nicht überlagern. Zudem stellte er fest, dass eine durch einen Konzentrationsanstieg von Kohlenstoffdioxid verursachte globale Erwärmung auch dann nicht verhindert würde, wenn sich die Absorptionsbande vollständig überlagerten. Er errechnete eine globale Erwärmung um 3,6 °C für eine angenommene Verdoppelung der atmosphärischen Kohlenstoffdioxidkonzentration.
Für das Jahr 2000 nahm er einen um 30 % höheren Kohlenstoffdioxidgehalt der Atmosphäre an und erwartete eine daraus resultierende globale Erwärmung von etwa einem Grad.
Nach dieser Datenlage war eine messbare anthropogene globale Erwärmung nicht mehr in Jahrhunderten, sondern bereits in Jahrzehnten zu erwarten. Der Treibhauseffekt war durch die Berechnungen von Plass genauer quantifiziert, und auch der Konzentrationsanstieg des Treibhausgases Kohlenstoffdioxid war nunmehr eindeutig belegt. Roger Revelle kommentierte dies mit den häufig zitierten Worten: „Die Menschheit hat ein großangelegtes geophysikalisches Experiment begonnen, das es in dieser Form weder in der Vergangenheit gab, noch in der Zukunft ein zweites Mal geben wird.“

## 1960er Jahre
Seit den 1940er Jahren und im gesamten Verlauf der 1960er Jahre nahmen die Durchschnittstemperaturen global ab. Zweifler an der Theorie einer menschengemachten Erwärmung fanden sich bestätigt, denn die Kohlenstoffdioxidkonzentrationen stiegen ja während dieser Zeit an. Von einer globalen Abkühlung durch Aerosole war die Rede. Für die Abkühlung wurde von einigen Forschern eine zunehmende Umweltverschmutzung der Luft verantwortlich gemacht. Zur Zeit der kriegsbedingten Rüstungsindustrialisierung bis 1945 häuften sich in Europa die Winter mit extremer Kälte. In der Zeit bis 1960 wurden auch Wohnhäuser durchweg mit Kohle beheizt, Heizöl stand noch nicht ausreichend zur Verfügung. Diese Smog-Problematik durch Kohleabbrand sollte sich 50 Jahre später bei der rasanten Industrialisierung Chinas wiederholen.

### Erste Klimamodelle

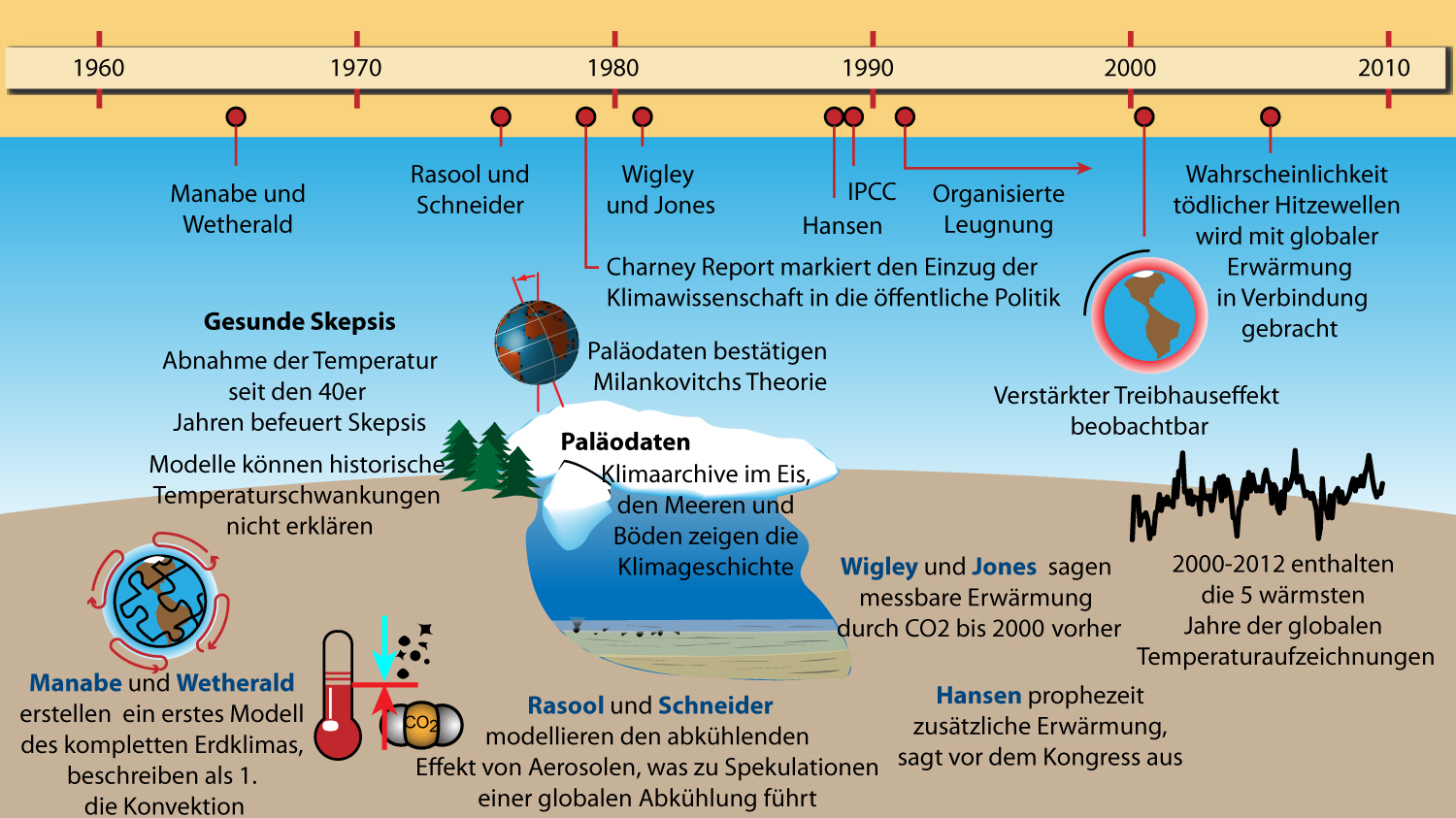
Die Geschichte der Klimawissenschaft von 1960 bis 2010

Die Verfügbarkeit von ersten Computern hatte in den 1950er Jahren zur ersten numerischen Wettervorhersage geführt, und man wollte Computer natürlich auch zur Berechnung klimatologischer Prozesse einsetzen. Dies brachte jedoch zunächst eher Verwirrung als Klärung und schürte den Zweifel an der Richtigkeit der These der globalen Erwärmung.
Mit Hilfe der genauen Absorptionsdaten von Wasserdampf und Kohlenstoffdioxid, die Gilbert Plass wenige Jahre zuvor publiziert hatte, rechnete Fritz Möller ein eindimensionales Klimamodell durch, bei dem er nicht nur den durch zusätzliche Erwärmung freigesetzten Wasserdampf, die so genannte Wasserdampf-Rückkopplung mit einbezog, sondern auch den Wärmeaustausch zwischen Boden und Atmosphäre. Zu seinem Erstaunen ergaben seine Berechnungen massive Erwärmungen und unter bestimmten Bedingungen sogar eine nicht endende Erwärmung, die sich immer weiter verstärkte, bis alle Ozeane verdampfen würden. Aber unter der Annahme, dass aus der Erwärmung eine Erhöhung der Wolkenbedeckung um ein Prozent resultierte, hätte dies den wärmenden Effekt einer Erhöhung der Kohlenstoffdioxid-Konzentration selbst um 10 % vollständig ausgeglichen. Und niemand kannte die Reaktion der Wolkenbildung auf eine Temperaturänderung. Die korrekte Beschreibung des Einflusses der Wolken war ein großes Problem und sollte es auch in den folgenden Jahrzehnten bleiben.
Der Grund für die von Möller festgestellte Erwärmungsspirale war schnell gefunden: Er hatte in seinem eindimensionalen Klimamodell zwar den Wärmetransport zwischen Boden und Luft berücksichtigt, nicht jedoch den Wärmetransport durch Konvektion. Dies realisierte Syukuro Manabe schon Mitte der 1960er Jahre und entwickelte es zusammen mit Richard Wetherald weiter. Das 1967 erstellte “Manabe-Wetherald one-dimensional radiative-convective model” gilt als das erste einigermaßen realistische Atmosphärenmodell, das sowohl den Strahlungshaushalt der Erde wie auch die stattfindende Konvektion berücksichtigte. Dieses Modell ergab eine Erwärmung um 2,3 °C, die aus einer Verdoppelung der Kohlenstoffdioxidkonzentration der Atmosphäre resultieren würde. Das Modell sagte des Weiteren voraus, dass die Erhöhung der atmosphärischen Kohlenstoffdioxidkonzentration zwar die Troposphäre erwärmen, die Stratosphäre dagegen kühlen wird; diesen Effekt konnte man bereits ab den 1960er Jahren beobachten. Die abnehmende Ozon-Konzentration trug ab 1979 ebenfalls zur Kühlung der Stratosphäre bei.

### Erste Erdbeobachtungs-Satelliten

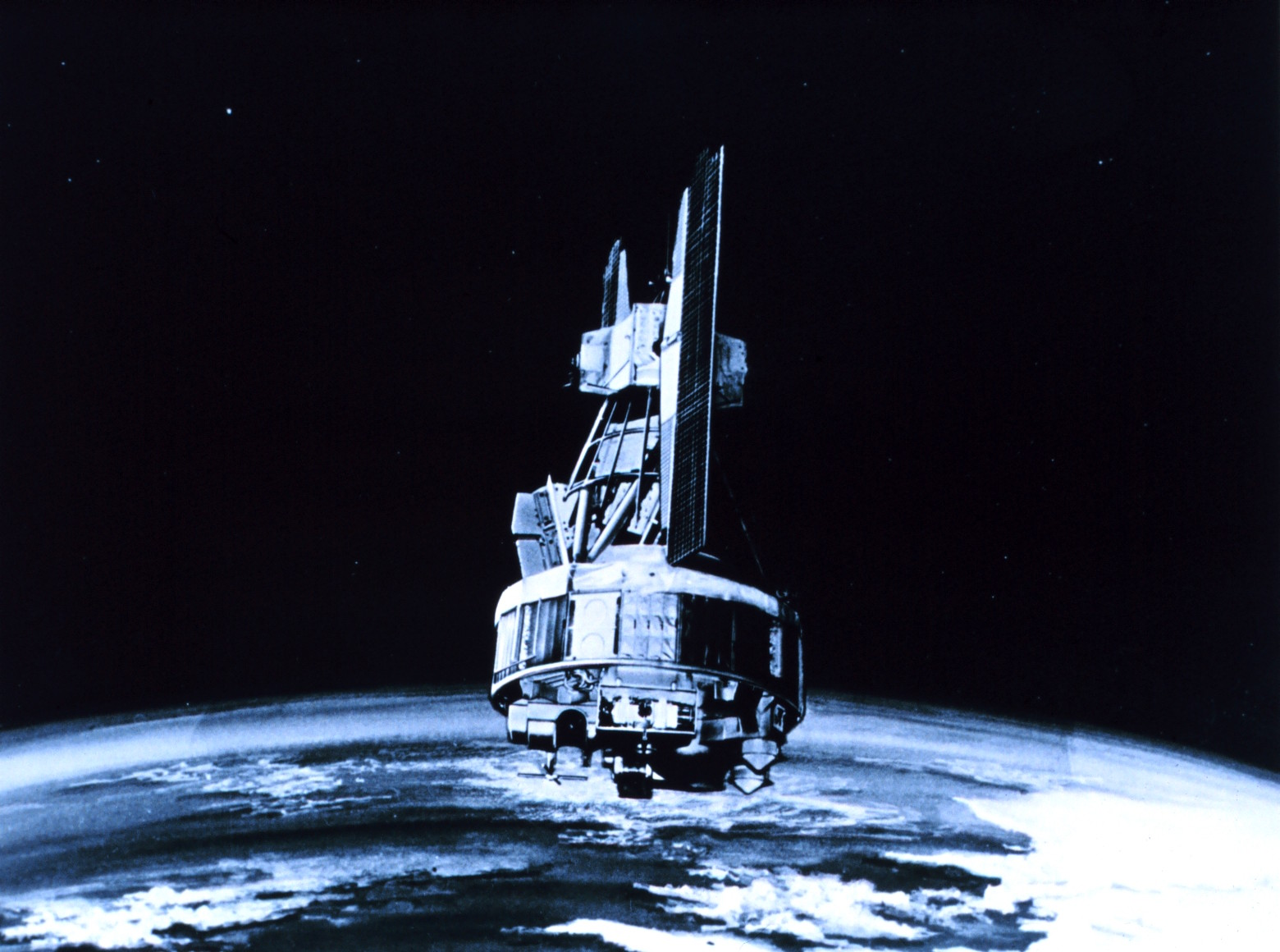
Darstellung des Nimbus-3-Satelliten

Mitte der 1960er Jahre wurde eine weitere Schlüsseltechnologie für die Klimatologie nutzbar: Erdbeobachtungssatelliten. Schon die zweite Generation der TIROS-Satelliten wurde ab 1966 operativ für die Klimaforschung eingesetzt und verfügte über Radiometer und Spektrometer. Von nun an konnte man den Wärmehaushalt der Erde, deren Eisbedeckung oder Spektrum und Intensität der Sonneneinstrahlung vom All aus vermessen. Sonnenbezogene Messungen waren erstmals vollkommen frei von verfälschenden atmosphärischen Einflüssen und führten zu einer genauen Definition der Solarkonstante, die vorher nur annähernd bestimmt werden konnte.
Mit Hilfe des Nimbus-III-Satelliten konnte Manabe im Jahre 1969 sein Klimamodell mit Messdaten aus dem All verifizieren. Es zeigte sich eine gute Übereinstimmung.
Die Zahl und Qualität der verbauten Satelliten-Instrumente sollte in den kommenden Jahrzehnten stark ansteigen, wobei auch bei der Miniaturisierung erhebliche Fortschritte zu verzeichnen waren.

### Erste Warnungen
Weitere Pionierarbeit leistete Michail Iwanowitsch Budyko. Er berechnete die Strahlungsbilanzen für die ein- und ausgehende Strahlung in arktischen Regionen und lieferte quantitative Angaben für die bislang nur qualitativ beschriebene Eis-Albedo-Rückkopplung. Nachdrücklich warnte er vor daraus resultierenden Klimaveränderungen, die allerdings erst im nächsten Jahrhundert zu erwarten seien.
1965 wandte sich das wissenschaftliche Beratergremium von US-Präsident Lyndon B. Johnson an Roger Revelle, um Informationen über die möglichen Wirkungen einer durch Kohlendioxid verursachten Erderwärmung zu erhalten. In dem im gleichen Jahr erschienenen Bericht prognostizierten Revelle und seine Kollegen unter anderem, dass die Atmosphäre bis zum Jahr 2000 etwa 25 % mehr Kohlenstoffdioxid enthalten würde, wodurch sich die atmosphärische Wärmebilanz derart verändern würde, dass deutliche Klimaveränderungen eintreten könnten. Sie hielten „mit angemessener Sicherheit“ fest, dass „fossile Brennstoffe gegenwärtig die einzige Quelle für dem Ozean-Biosphären-Atmosphären-System hinzugefügtes CO2“ seien, und schlussfolgerten in der Zusammenfassung:

“Through his worldwide industrial civilization, Man is unwittingly conducting a vast geophysical experiment. Within a few generations he is burning the fossil fuels that slowly accumulated in the earth over the past 500. million years. The CO2 produced by this combustion is being injected into the atmosphere; about half of it remains there. The estimated recoverable reserves of fossil fuels are sufficient to produce nearly a 200 % increase in the carbon dioxide content of the atmosphere. By the year 2000 the increase in atmospheric CO2 will be close to 25 %. This may be sufficient to produce measurable and perhaps marked changes in climate, and will almost certainly cause significant changes in the temperature and other properties of the stratosphere.”

„Durch seine weltweite industrielle Zivilisation führt der Mensch unwissentlich ein riesiges geophysikalisches Experiment durch. Binnen weniger Generationen verbrennt er die fossilen Brennstoffe, die in den vergangenen 500 Millionen Jahre langsam in der Erde entstanden sind. Das bei dieser Verbrennung entstehende CO2 wird in die Atmosphäre abgegeben, etwa die Hälfte davon bleibt dort. Die geschätzten förderbaren Reserven an fossilen Brennstoffen reichen aus, um den Kohlendioxidgehalt der Atmosphäre um fast 200 % zu erhöhen. Bis zum Jahr 2000 wird der Anstieg des atmosphärischen CO2 nahe bei 25 % liegen. Dies kann ausreichen, um messbare und vielleicht deutliche Veränderungen des Klimas zu erzielen, und wird nahezu sicher zu erheblichen Veränderungen der Temperatur und anderen Eigenschaften der Stratosphäre führen.“

Von den Experten wurde deshalb empfohlen, die Chancen und Risiken von Geoengineering zu prüfen. Damit sollte die Albedo der Erdoberfläche erhöht werden, um den wärmenden Effekt der steigenden Kohlenstoffdioxid-Konzentration in der Atmosphäre zu kompensieren.
Um 1965 lautete eine weitere Einschätzung:

„Die Öfen und Verbrennungsmaschinen der Menschen stoßen etwa 12 Milliarden Tonnen Kohlendioxyd pro Jahr in die Erdatmosphäre ab. In den nächsten fünfzig Jahren wird sich die Menge vervierfachen. Eine solche Wachstumsrate könnte die mittlere Temperatur auf der Erde um etwa 1 °C erhöhen und dadurch, auf lange Sicht gesehen, das Grönlandeis
und die ausgedehnten arktischen Eisfelder zum Schmelzen bringen, den Meeresspiegel um fünfzig Meter anheben und alle Häfen und Küsten in der Welt unter Wasser setzen.“

## 1970er Jahre
Die 1970er Jahre brachten eine große Zunahme von Wissen, was teilweise einer verbesserten Analytik zuzuschreiben war.

### Kontroverse zwischen Vorhersage und Verlauf der globalen Durchschnittstemperatur
Der Widerspruch steigender Kohlenstoffdioxidkonzentration trotz weltweit zurückgehender Temperaturen veranlasste John D. Hamaker zur Entwicklung einer Theorie, nach der ein verstärkter Treibhauseffekt über veränderte Wolkenbildung, veränderte Niederschlagsmuster und Prozessen in der Biosphäre zwar zunächst zu einer Erwärmung, aber in der Folge zu einer zunehmenden Vereisung an den Polen führe und über die Eis-Albedo-Rückkopplung damit den Beginn einer Eiszeit auslösen würde. Anhand von Forschungsergebnissen späterer Jahre – insbesondere durch die Daten des Wostok-Eisbohrkernes – wurde seine Theorie jedoch widerlegt.
Bis Mitte der 1970er Jahre sanken die globalen Durchschnittstemperaturen weiter, was in der Klimatologie zu heftigen Kontroversen führte. Schon damals wurde vermutet, dass die massiven Einträge von Aerosolen in der Atmosphäre die Ursache für die beobachtete Abkühlung sein könnten. So wurde der US-Präsident unter anderem von George Kukla und Reid Bryson vor einer dadurch ausgelösten Eiszeit gewarnt. In einer unter anderem von Stephen Schneider publizierten Arbeit wurde über die Möglichkeit spekuliert, dass die kühlende Wirkung der Aerosole den wärmenden Effekt der Treibhausgase überdecken könne. Das Problem war, dass zur damaligen Zeit Kenntnisse über das genaue Ausmaß kühlender oder wärmender Effekte fehlte und man daher nicht wusste, welcher Effekt stärker war.
Auf der anderen Seite wurde jedoch von einer deutlich größeren Gruppe von Forschern vor einer kommenden, signifikanten globalen Erwärmung gewarnt. Bei den aktuellen Kohlenstoffdioxid-Emissionen könnte die Erwärmung gegebenenfalls schon im Jahr 2050 zu einem eisfreien Polarmeer führen. Auch die Deutsche Physikalische Gesellschaft warnte bereits 1971 in einer Pressemitteilung zur 36. Physikertagung vor dem menschengemachten Klimawandel. Noch seien „die beobachtbaren Effekte sehr gering“, doch bei einer ungebremsten Fortsetzung von Industrialisierung und Bevölkerungswachstum werde „spätestens in zwei bis drei Generationen der Punkt erreicht, an dem unvermeidlich irreversible Folgen globalen Ausmaßes eintreten“. Halte die Zunahme des fossilen Brennstoffverbrauchs an, dann würde im Jahr 2000 eine atmosphärische CO2-Konzentration „zwischen 370 und 380 ppm“ erreicht werden.
Im Jahr 1975 schrieb Wallace Broecker im Abstract einer seiner Publikationen:

„Wenn der vom Menschen erzeugte Staub als Hauptursache für einen Klimawandel unwichtig sein sollte, so gibt es überzeugende Argumente dafür, dass der gegenwärtige Abkühlungstrend in etwa einer Dekade enden und von einer durch Kohlenstoffdioxid verursachten Erwärmung abgelöst werden wird. Analog zu ähnlichen Ereignissen in der Vergangenheit wird die natürliche Abkühlung des Klimas enden, die etwa seit 1940 den Effekt des Kohlenstoffdioxid überdeckt hatte. Sobald dies geschieht, wird der exponentielle Anstieg der atmosphärischen Kohlenstoffdioxidkonzentration ein signifikanter Faktor werden und zu Beginn des nächsten Jahrhunderts die Temperaturen des Planeten außerhalb der Bereiche bringen, wie sie die letzten 1000 Jahre zu beobachten waren.“

Broecker sollte mit seiner Prognose recht behalten – sogar ohne die Verstärkung durch einen etwa 80-jährigen natürlichen Zyklus, von dem er damals irrtümlich noch zusätzlich ausging, bewirkten vor allem steigende CO2-Konzentrationen einen derartigen Temperaturanstieg.
Nicht nur wurde seine Arbeit häufig zitiert, auch der darin verwendete Begriff eines Global Warming wurde aufgegriffen. Global Warming bzw. dessen Übersetzung globale Erwärmung wurde fortan zum Synonym für den menschengemachten Klimawandel.

### Das Paradoxon der schwachen jungen Sonne
1972 wiesen Carl Sagan und G. Mullen darauf hin, dass die Leuchtkraft eines Hauptreihensternes, wie unsere Sonne einer ist, im Verlauf der Erdgeschichte zugenommen hat und in der Vergangenheit deutlich schwächer war. Um eine lediglich 2 % schwächer strahlende Sonne auszugleichen, benötigte man aber bei 280ppm atmosphärischer Konzentration die doppelte Menge an CO2 in der Luft. Dennoch waren klare Belege vorhanden, dass es schon vor Milliarden von Jahren auf der Erde Wasser in flüssiger Form gab. Dieser Widerspruch wurde das Paradoxon der schwachen jungen Sonne genannt und es wurden dafür einige Erklärungen diskutiert; eine höhere Konzentration von Treibhausgasen wurde als wahrscheinlichste Erklärung angenommen.

### Sprunghafte Klimawandel und kurze Warmzeiten
Das Bild vergangener Eiszeiten konnte immer klarer nachgezeichnet werden und zeigte, dass Klimaveränderungen sehr schnell ablaufen können. Ganz im Gegensatz zu der jahrzehntelang verbreiteten Annahme eines unveränderlichen und stabilen Klimas deutete nun alles darauf hin, dass selbst kleine Parameter-Änderungen sprunghafte Klimawandel zur Folge haben konnten. Vorarbeiten aus dem Jahr 1966 hatten bereits Belege geliefert, dass es zum Ende der letzten Eiszeit zu schnellen und heftigen Klimaveränderungen gekommen war. Die Befunde, die in den 1960er Jahren ausschließlich von Sedimentbohrkernen vom Meeresboden um Grönland stammten, konnten nun auch an anderen Orten der Erde und mit anderen Nachweismethoden wie z. B. Eisbohrkernen in Einklang gebracht werden. Sie zeigten darüber hinaus übereinstimmend, dass eine Warmzeit wie die des Holozäns in der Klimageschichte des Quartärs nicht die Regel, sondern eine Ausnahme war. Kurze warme Perioden wechselten sich mit langen kalten Perioden ab. Auch in den 1970er Jahren konnte kein messtechnischer Beleg für die seit langem vorausgesagte, aber nie bestätigte globale Erwärmung geliefert werden. Überdies dauerte die aktuelle Warmzeit, das Holozän, bereits 11.700 Jahre an, während die letzte Warmzeit, die Eem-Warmzeit, nach einer Dauer von 11.000 Jahren endete. Eine baldige Eiszeit schien für einige daher wahrscheinlicher als eine Erwärmung.

### Erste globale Klimamodelle
Bohrkernuntersuchungen aus Grönland zeigten, dass zusammen mit dem Klima auch der Salzgehalt des Meerwassers in der Vergangenheit geschwankt hatte. Der Nordatlantikstrom hatte sich offenbar mehrfach verändert. Dies stützte Vermutungen, dass Meeresströmungen wegen der sehr großen Menge der durch sie transportierbaren Energie eine wichtige Rolle im Klimageschehen zukommt. Syukuro Manabe hatte die große Bedeutung der Meere zum Verständnis des Klimageschehens erkannt und 1969 ein erstes Klimamodell entworfen, mit dem er das Verhalten der Meere modellierte. Leider waren aber auch in den 1970er Jahren Computer bei weitem nicht leistungsfähig genug, ein solch komplexes Klimamodell über längere Zeiträume durchzurechnen. Die 14C-Untersuchungen von Revelle und Suess hatten gezeigt, dass die Ozeane für eine vollständige Umwälzung knapp 1000 Jahre brauchten. Dies war in geologischen Zeitskalen kurz, als Berechnungszeitraum für ein komplexes Klimamodell war aber die Dauer einer einzigen Ozean-Umwälzung deutlich zu viel. Klimamodelle, die neben der Strahlungsbilanz und der Konvektion auch das Verhalten der Meere berücksichtigten, mussten daher sehr stark simplifiziert werden, um berechenbar zu bleiben.
Zusammen mit dem Ozeanographen Kirk Bryan schaffte es Manabe, ein vereinfachtes Klimamodell zu entwerfen, in dem neben der Strahlungsbilanz und der Konvektion auch Jahreszeiten und das Verhalten der Ozeane enthalten waren. Im Jahr 1979 konnte ihr Modell über einen Zeitraum von 1000 Jahren durchgerechnet werden. Wenngleich es viele Unzulänglichkeiten aufwies, hatte es doch einige Merkmale unseres Erdklimas; so bildeten sich beispielsweise das Wüstengebiet der Sahara sowie die starken Niederschläge der Pazifikregion aus, ohne dass die Forscher das Modell speziell darauf ausgelegt hätten, diese Phänomene zu zeigen.
Für seine Beiträge, die wesentlich zum Verständnis des globalen Klimasystems beitrugen, wurde Syukuro Manabe im Jahr 2021 der Nobelpreis für Physik zugesprochen.

### Paläoklimatologie

Isotopenstadien im zeitlichen Umkreis der Neogen-Quartär-Grenze

Forscher versuchten nun mit Hilfe von Klimamodellen, das Klima während der Eiszeiten wie auch das der Neuzeit korrekt nachzubilden. Wenn dies gelänge, wüsste man, welche Rückkopplungen im Klimasystem wie stark wirken und könnte diese Parameter verwenden, das Ausmaß einer kommenden Erwärmung abzuschätzen. Voraussetzung dafür war jedoch, das Klima vergangener Eiszeiten zu kennen. In den 1970er Jahren wurde mit dem CLIMAP-Projekt genau dies versucht, denn Fortschritte im Bereich der Isotopenuntersuchung und Massenspektrometrie erlaubten, die Klimavergangenheit immer besser zu rekonstruieren.
Im Jahr 1953 hatte Willi Dansgaard gezeigt, dass die Zusammensetzung von 18O (Sauerstoff-18) und 2H (Wasserstoff) in Regenwasser in Abhängigkeit von der herrschenden Temperatur schwankt. Basierend auf Vorarbeiten von Cesare Emiliani wurde das Prinzip der so genannten Sauerstoff-Isotopenstufe von J. D. Hays, John Imbrie und Nicholas Shackleton dafür verwendet, den Temperaturverlauf des Quartärs zu analysieren. Die einen Zeitraum von einer Million Jahre abdeckende Analyse offenbarte auf überzeugende Weise, dass Schwankungen der Sonnenintensität durch Veränderungen der Erdumlaufbahn für die starken Klimaschwankungen während dieser Zeit verantwortlich waren. Die vielzitierte „Pacemaker-Studie“ von Hays, Imbrie und Shackleton aus dem Jahr 1976 beseitigte die letzten Zweifel an der Korrektheit der Theorie von Croll und Milankovic; diese erlangte unter dem Begriff Milanković-Zyklen allgemeine Bekanntheit. Leicht modifiziert ist die Theorie seit den 1980er Jahren fester Bestandteil von Paläoklimatologie und Quartärforschung und gilt als unverzichtbares Instrument sowohl bei der Rekonstruktion der Eiszeiten als auch bei der Erforschung verschiedener Klimawandel-Ereignisse im Laufe des Phanerozoikums.
Darüber hinaus können mithilfe der Milanković-Zyklen auch künftige klimatische Entwicklungen prognostiziert werden. So erwartete Shackleton aufgrund seiner Analysen eine neue Eiszeit innerhalb der kommenden 20.000 Jahre.

### Gefahr durch kollabierende Eisschilde
Anfang der 1970er Jahre hatten theoretische Überlegungen über den Aufbau von Eisschilden ergeben, dass diese inhärent instabil sind und unter bestimmten Bedingungen zum Kollaps neigen. Der Glaziologe Johannes Weertman erkannte im Jahr 1974, dass der westantarktische Eisschild eine besondere Topologie besitzt, die zu einem derartigen Kollaps führen kann und bestätigte damit Vermutungen von T. Hughes aus dem Vorjahr. So ruht der Eisschild der Westantarktis auf Gesteinsflächen, die sich unterhalb des Meeresspiegels befinden; der Meeresboden steigt dort an, je weiter man sich vom Kontinentalsockel in Richtung Meer entfernt, um dann wieder abzufallen. Die Aufsetzlinie (engl. grounding line) ist die Stelle, an der der Eisschild den Kontakt zum festen Boden verliert und zu schwimmen beginnt. Ab diesem Punkt spricht man nicht mehr von einem Eisschild, sondern von einem Eisschelf. Wenn die Aufsetzlinie des Eisschildes, bedingt durch eine Schmelze, den höchsten Punkt dieses Profils überwinden würde, würde eine unaufhaltbare Dynamik einsetzen, die einen beschleunigten und unaufhaltsamen Zerfall des Gletschers zur Folge hätte. J. H. Mercer betonte in einer Arbeit aus dem Jahr 1978, dass ein derartiger Kollaps zu den ersten desaströsen Folgen eines menschengemachten Klimawandels gehören würde. Er erwähnte in derselben Publikation, dass sich ein derartiges Ereignis durch Aufbrechen mehrerer großer antarktischer Eisschilde ankündigen würde.

### Weitere Quellen der Erwärmung
In den Folgejahren fanden die Forscher eine Reihe weiterer Faktoren, die ebenfalls zur Erderwärmung beitragen.

#### Andere Treibhausgase
Die Atmosphärenchemie machte große Fortschritte. Der geplante Bau einer Flotte hochfliegender Überschallflieger sowie eine große Zahl erwarteter Weltraumflüge lenkte die Aufmerksamkeit der Forscher auf die Auswirkungen der damit verbundenen Emissionen in der Stratosphäre. Untersuchungen ergaben, dass die Ozonschicht durch Stickoxide und FCKWs geschädigt würde, die neben einer sehr hohen Lebensdauer in der Atmosphäre auch ein enormes Potential als Treibhausgas besaßen. Erstmals wurde dabei auch auf die Wirkung bislang wenig beachteter Treibhausgase wie Methan und Lachgas hingewiesen. Jedoch fanden diese Stimmen wenig Beachtung, es waren ja doch nur Bestandteile der Luft, deren Konzentration selbst im Vergleich zum Spurengas Kohlenstoffdioxid sehr gering war. Man spekulierte lieber über das Ausmaß, mit dem Schwefelsäure über eine veränderte Wolkenbildung das Rückstrahlvermögen (also die Albedo) der Erde verändern und hierdurch einen abkühlenden Effekt haben könnte.

#### Abwärme
In den ersten beiden Berichten an den Club of Rome von 1972 und 1974 wurden als Ursachen für eine globale Erwärmung neben dem anthropogenen Treibhauseffekt auch erstmals die „thermische Umweltverschmutzung“ durch Abwärme diskutiert. Mit deren hypothetischer Fortsetzung bei maximaler Nutzung photovoltaische Energie würde die von einer gerade noch tolerierbaren Erwärmung bestimmte globale Wachstumsgrenze in den kommenden Jahrhunderten erreicht. Bei ausschließlicher Verwendung nicht erneuerbarer Energien mit 2 % jährlicher Zunahme wurde ein anthropogener Abwärme-Beitrag zur globalen Erwärmung von mindestens 3 Grad im Jahr 2300 berechnet, was angesichts der Einfachheit des verwendeten Modells erstaunlich gut mit neueren, aufwändigeren Simulationen übereinstimmt.

### First World Climate Conference

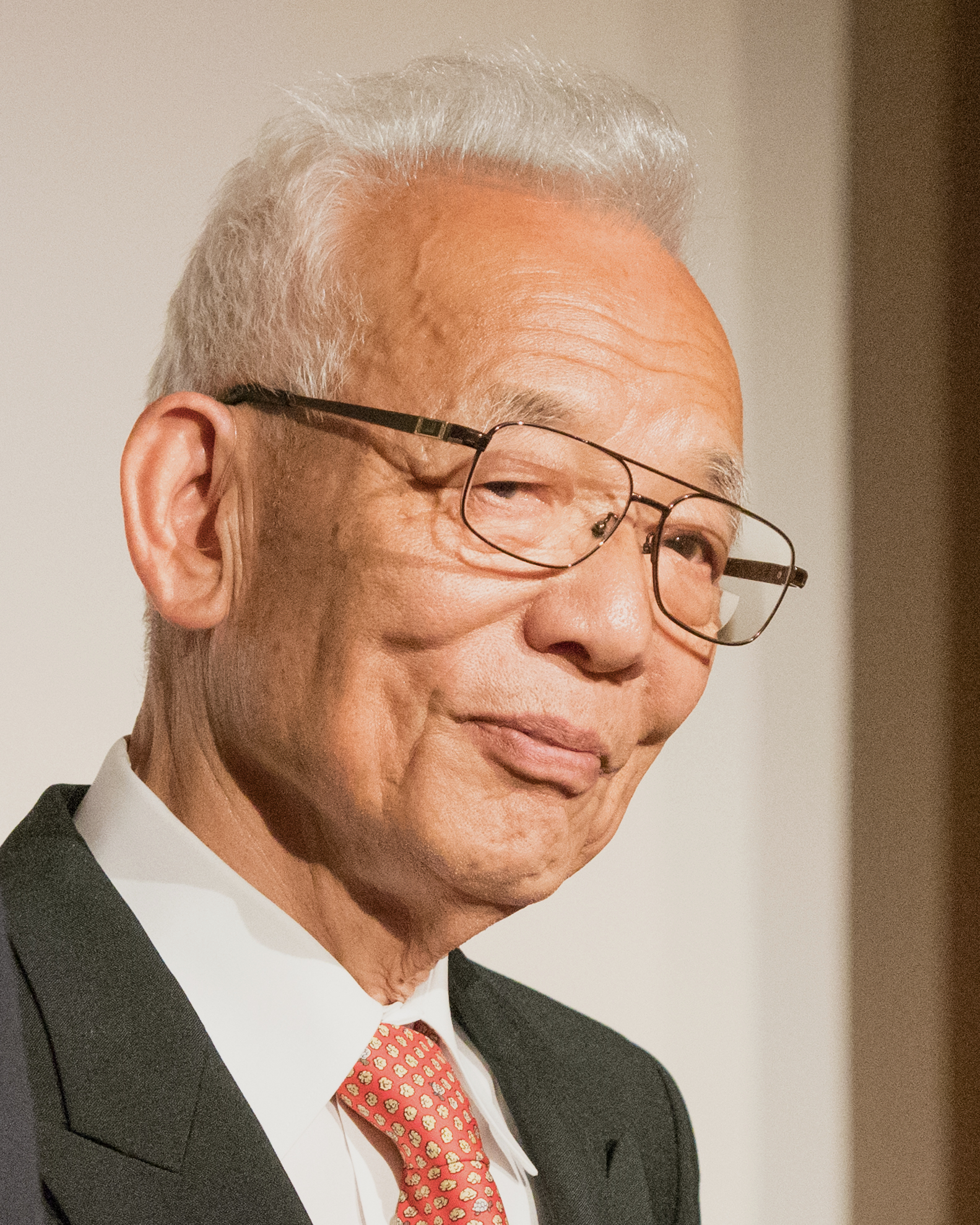
Syukuro Manabe (Mai 2018)

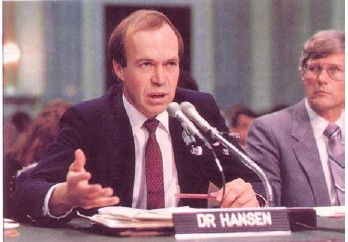
James E. Hansen

Zentraler Meilenstein für die Anerkennung des Klimawandels als „ernstes Problem“ und Durchbruch für die internationale Klimaforschung war die 1. Weltklimakonferenz 1979, die unter anderem auf Initiative von Hermann Flohn (Mitglied der Expertengruppe der WMO) durchgeführt wurde. Ergebnis der Weltklimakonferenz war eine fundamentale Erklärung sowie die Initiierung des Weltklimaforschungs-Programms und des IPCC.
Ereignisse wie die Dürrekatastrophe in der Sahel-Zone steigerten den politischen Druck auf die Entscheidungsträger, die jedoch unschlüssig waren, wie konkret welche Bedrohung denn eigentlich war, denn die Klimaforscher waren ja selbst uneins. So beschloss der Wissenschaftsberater der US-Regierung (ein Geophysiker!), ein Expertengremium zu berufen, das in der Diskussion unvorbelastet war. Unter der Leitung von Jule Gregory Charney wurden Experten befragt, die in die laufende Debatte noch nicht involviert waren. Charneys Gruppe verglich zwei Klimamodelle, das eine vom japanischen Klima- und Meteorologen Syukuro Manabe, das andere vom US-Klimaforscher und späterem zeitweisem NASA-Direktor James E. Hansen. Beide Modelle unterschieden sich in Details, nicht jedoch in der Kernaussage, dass ein Konzentrationsanstieg des Spurengases Kohlenstoffdioxid zweifelsfrei zu einer deutlichen Temperatursteigerung führen würde. Die Experten prüften u. a. anhand einfacher, eindimensionaler Atmosphärenmodelle, ob die bisherigen Modelle einen wesentlichen Effekt vernachlässigt haben konnten – sie fanden aber nichts. Für die bei einer Verdoppelung des Kohlenstoffdioxidgehaltes der Atmosphäre zu erwartende Erwärmung hatte Manabes Modell 2 Grad ergeben, Hansens Modell zeigte eine Erwärmung um 4 Grad. Man einigte sich schließlich als wahrscheinlichsten Wert auf 3 Grad, wohl wissend, dass dies letztlich nur eine Schätzung war.
Im 1979 erschienenen „Report of an Ad hoc Study Group on Carbondioxide and Climate“ mit dem Titel „Carbon Dioxide and Climate, A Scientific Assessment“ des National Research Council war daneben zu lesen, dass eine signifikante Erwärmung aufgrund der thermischen Trägheit der Ozeane erst in einigen Jahrzehnten zu erwarten sei. Der Bericht wurde später kurz Charney-Report genannt und stimmte inhaltlich gut mit einem Gutachten der JASON-Expertengruppe überein, das im selben Jahr erschien.

### Beginn der Erdsystemanalyse
Schon in den 1960er Jahren hatten Wissenschaftler erkannt, dass die Vorgänge im Klimasystem das Ergebnis einer großen Zahl miteinander in Wechselwirkung stehender Prozesse ist. Es kann nur verstanden werden, wenn auch die gegenseitige Beeinflussung aller beteiligten Komponenten und Prozesse verstanden und in geeigneter Form abgebildet werden kann. Im Jahr 1972 wurde zur Förderung diesbezüglicher Forschung in Wien das Internationale Institut für angewandte Systemanalyse gegründet. In der Folge wurde von der US-amerikanischen NASA im Jahr 1983 das Earth System Sciences Committee gegründet und in Deutschland im Jahr 1992 das Potsdam-Institut für Klimafolgenforschung. Mit der in diesen Instituten betriebenen Erdsystemwissenschaft werden seither die Entwicklung und die Auswirkungen globaler Umweltveränderungen erforscht.

## 1980er Jahre
Die Zahl wissenschaftlicher Publikationen zum Klimawandel in den 1980er Jahren war ca. doppelt so hoch wie in den 1970ern. Viele Details zur Klimageschichte kamen zum Vorschein: Beispielsweise wurden die bereits in den 1970er Jahren entdeckten sprunghaften Klimawandel als Heinrich-Ereignisse und Dansgaard-Oeschger-Ereignisse genauer beschrieben. Die Kenntnisse über die Stärke des Treibhauseffekts und der Veränderung der Treibhausgaskonzentration waren nun so gut, dass T. Wigley und Philip D. Jones in einem im Jahr 1981 in der Zeitschrift Nature erschienenen Artikel schrieben: Wenngleich die Ansicht, dass ein Anstieg der Kohlenstoffdioxid-Konzentration zu einer Erwärmung des Klimas führt, weit verbreitet ist, so ist diese Erwärmung aufgrund des Rauschens im Klimasystem noch nicht feststellbar. In ihrer Arbeit führen sie aus, dass diese Erwärmung erst gegen Ende des Jahrhunderts ausgeprägt genug sein wird, dass sie sich klar vom Hintergrundrauschen abhebt.
In Deutschland kam es durch Smog zu ernsten Verkehrseinschränkungen, das Problem einer zunehmenden Luftverschmutzung wurde erkannt. Das im Jahr 1987 in Kraft getretene Helsinki-Protokoll ließ die Schadstoffbelastungen weltweit zurückgehen, wodurch sich der seit den 1940er Jahren beobachtete Abkühlungstrend umkehrte. Aber nicht nur wurde es seit 1974 wieder wärmer, das Jahr 1988 ging sogar als bislang wärmstes Jahr seit Beginn systematischer Wetteraufzeichnungen in die Geschichte ein.

### Regelmechanismus der Erde
Zu Beginn der 1980er-Jahre fanden Forscher heraus, dass der Kohlenstoffzyklus über eine Art Regelmechanismus verfügt, der die Erde die meiste Zeit über in einem Temperaturbereich hielt, der günstig für die Entwicklung des Lebens war. Man wusste schon seit langem, dass das Treibhausgas Kohlenstoffdioxid über vulkanische Aktivität in die Atmosphäre gelangt und über die Verwitterung von Gestein wieder entzogen wird. Der Verwitterungsprozess von Gestein hat zwei wesentliche Eigenschaften. Zum einen ist seine Intensität von der Durchschnittstemperatur der Erde abhängig, und bei höheren Temperaturen wird mehr Kohlenstoff gebunden, und zum zweiten verläuft er sehr langsam. Es war also anzunehmen, dass es Phasen in der Erdgeschichte gegeben haben muss, in denen dieser Prozess versagt hatte, weil er zu träge reagiert. Geologen fanden schließlich in Namibia dazu passende Gesteinsschichten: Die älteren Schichten belegten eine lang andauernde Vereisung, die, wie man wusste, weite Teile des Globus betraf. Da Eisflächen ankommendes Sonnenlicht sehr effizient reflektieren, war eine sehr hohe Treibhausgaskonzentration nötig, um die Erde von dieser Vereisung wieder zu befreien. Und in der Tat zeugten darüber liegende, jüngere Schichten von einer anschließend sehr hohen Verwitterungsrate, wie sie in einem Warmklima zu erwarten war. Während des langen Eiszeitalters war die Verwitterung sehr gering, während Vulkane die Kohlenstoffdioxidkonzentration der Atmosphäre kontinuierlich immer höher schraubten, bis die Eismassen zu schmelzen begannen und damit der kühlende „Spiegel“ der weißen Eisflächen zunehmend kleiner wurde, was über die Eis-Albedo-Rückkopplung den Erwärmungsprozess beschleunigte, bis alles Eis geschmolzen war und die Erde sich in einem Heißklima befand. Dieses extreme Warmklima dauerte für einige zehntausend Jahre an, genau so, wie man es anhand der Dynamik der Gesteinsverwitterung erwartet hatte. Der Grund war, dass die Eismassen erheblich schneller schmolzen als das Kohlenstoffdioxid aus der Atmosphäre verschwinden konnte. Mit der Entdeckung des Regelmechanismus war ein wesentliches Element zur Klärung des sogenannten Paradoxon der schwachen jungen Sonne gefunden. Wissenschaftler hatten lange nach einer Erklärung für die Tatsache gesucht, dass während der gesamten Erdgeschichte flüssiges Wasser existierte, obwohl die Strahlungsleistung der Sonne im Archaikum um etwa 25 % schwächer war als heute und sich erst im Verlauf einiger Milliarden Jahre stetig erhöht hatte.

### Klimamodelle
Forscher nahmen nun auch Fluktuationen der Sonnenaktivität in ihre Berechnungen mit auf und begannen, Details der Landmassen zu berücksichtigen. Beispielsweise parametrierten sie die Geschwindigkeit, mit der Regen auf unterschiedlichen Böden abfließt sowie das geringere Reflexionsvermögen (Albedo) von Wäldern im Vergleich zu Wüsten. Trotz großer Anstrengungen waren Klimamodelle aber auch in den 1980er-Jahren in vielerlei Hinsicht mangelhaft. Mehrjährige Simulationsläufe endeten meist in unrealistischen Zuständen; Modellierer wählten mangels Alternativen oftmals Parameter ohne empirische Grundlage aus, nur um solch unmögliche Zustände auszuschließen.
Eines der in den 1980er-Jahren ungelösten Probleme war der in den Klimamodellen nicht wiederfindbare geringe Temperaturgegensatz zwischen polaren und äquatornahen Gegenden, der während der Eiszeiten offenbar bestand. Die CLIMAP-Daten passten nicht zu den Modellen, egal wie die Forscher sie zu parametrieren suchten. Ein Vergleich von 14 Klimamodellen zeigte überdies, dass Wolken in den Modellen in keiner Weise adäquat abgebildet waren. Verfügbare Messdaten von Satelliten waren leider auch nicht genau genug, um diesen Mangel anhand von Beobachtungen zu korrigieren.

### Die Gefahr des Nuklearen Winters
Als in den 1980er-Jahren der Kalte Krieg zu eskalieren schien, begannen auch Atmosphärenphysiker, die möglichen Folgen eines global geführten Atomkriegs zu untersuchen. In mehreren unabhängigen Studien wurde sobald eindringlich auf die Gefahr eines nuklearen Winters hingewiesen, der vom massiven Aerosoleintrag herrühren würde, den die Explosion einer größeren Zahl von Atombomben verursachen würde. Da durch solch ein Ereignis der Fortbestand der Menschheit bedroht würde, erlangte die Diskussion darum öffentliche Aufmerksamkeit. Das Thema wurde auch in den Medien verarbeitet und war unter anderem Gegenstand des erfolgreichen Fernsehfilms The Day After – Der Tag danach, der anschließend weltweit in vielen Kinos lief.

### Arrhenius bestätigt
Schon Alfred Wegener entnahm dem grönländischen Eis in den 1930er-Jahren Eisbohrkerne, um daraus wertvolle Informationen über die Klimavergangenheit zu gewinnen. Fortschritte in der physikalischen und chemischen Analytik ermöglichten es den Forschern in den Folgejahren, den Proben mehr und mehr Informationen zu entlocken. Nach jahrelangen vergeblichen Bemühungen war man Anfang 1980 endlich so weit, aus winzigen, im Eis gespeicherten Luftbläschen auch die Kohlenstoffdioxidkonzentration vergangener Tage zuverlässig zu rekonstruieren. Was man fand, war eine Sensation: Zum Höhepunkt der letzten Eiszeit vor 20.000 Jahren war die Kohlenstoffdioxidkonzentration nur halb so groß wie in der Warmzeit des 20. Jahrhunderts. Damit war erstmals belegt, was John Tyndall, Svante Arrhenius und Thomas Chamberlin 80 Jahre zuvor vermutet hatten, aber zu Lebzeiten nicht beweisen konnten: Ein drastisches Absinken der atmosphärischen Kohlenstoffdioxidkonzentration war wesentlich für das Entstehen der Eiszeiten. Weitere Gewissheit brachte eine Bohrung in der Antarktis, bei der ein Bohrkern die Rekonstruktion der letzten 150.000 Jahre erlaubte. Er zeigte den Verlauf der Kohlenstoffdioxidkonzentration im Verlauf eines gesamten Eiszeitzyklus: warm – kalt – warm. Die Kohlenstoffdioxidkonzentration der Atmosphäre verlief verblüffend synchron zum Temperaturverlauf, sie war niedrig während der Eiszeit, hoch während der Warmphase.

### Methan
Eisbohrkerne zeigten nicht nur ein Auf und Ab der CO2-Konzentration, sondern fast genau parallel dazu auch ein Auf und Ab der Methankonzentration. Sie war hoch, wenn es warm war und niedrig, wenn es kalt war. Isotopenuntersuchungen zeigten, dass Lebewesen die Quellen dieses Methans waren. Auf der Suche nach möglichen Kandidaten fand man viele in Frage kommende Quellen: Reisfelder, Bakterien in den Mägen von Wiederkäuern, im Boden von Mooren und Sümpfen. Lebewesen hatten offensichtlich einen signifikanten Einfluss auf die Entwicklung des globalen Klimas.
Die Konzentration dieses Treibhausgases war zwar deutlich geringer als die des CO2 und hatte auch nur eine mittlere Verweildauer von 12 Jahren in der Atmosphäre, jedoch ist die Wirkung von Methan als Treibhausgas über einen Zeitraum von 20 Jahren gesehen 72-mal so groß wie die von CO2. Die atmosphärische Methankonzentration stieg in den 1980er Jahren um 1 % pro Jahr. Sie stieg bereits seit dem späten 16. Jahrhundert.

### Noch mehr Treibhausgase

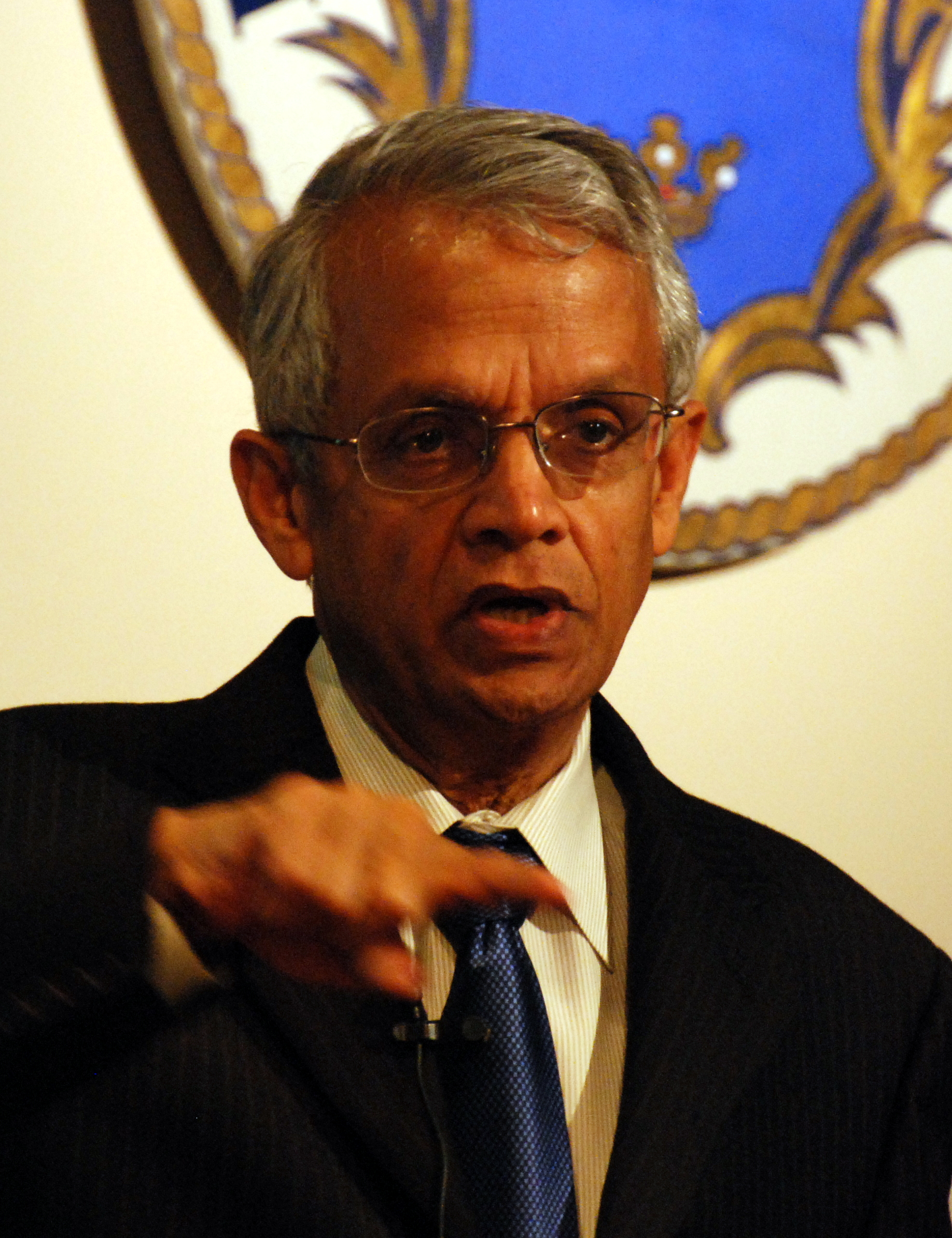
Veerabhadran Ramanathan, 2009

Der Ozeanograph Veerabhadran Ramanathan gehörte zu der Gruppe derer, die Mitte der 1970er Jahre vor wenig beachteten Treibhausgasen sehr geringer Konzentration gewarnt hatte. Im Jahr 1981 schrieb Ramanathan, dass allein die sehr starke Treibhauswirkung der FCKW die Erde bis zum Jahr 2000 um ein ganzes Grad erwärmen könne, wenn die Emissionen dieses Gases so weiter liefen wie bisher; im Jahr 1985 publizierte er in einer aufsehenerregenden Arbeit, dass nicht weniger als 30 Spurengase als Treibhausgase wirken und der Mensch die Konzentration einer Reihe dieser Gase bereits deutlich erhöht habe und weiter erhöhe. Zusammengenommen hätten die Gase nahezu dasselbe Treibhauspotential wie Kohlenstoffdioxid, das bislang alleine im Fokus der Betrachtungen stand.
Es traf sich, dass im Jahr seiner Veröffentlichung das Ozonloch über der Antarktis entdeckt wurde. Atmosphärenchemiker hatten mit ihren Warnungen zur Bedrohung der Ozonschicht also recht gehabt. Und auch für fachfremde Politiker war nun ersichtlich, wie groß der Einfluss von Spurengasen geringster Konzentration auf die Atmosphäre sein kann. War die globale Erwärmung durch Kohlenstoffdioxid allein schon eine Bedrohung, war nun klar, dass das Problem im Kern deutlich größer war. Internationales Handeln war gefragt. Zwei Jahre darauf, im Jahr 1987, wurde im Rahmen des Montreal-Protokolls beschlossen, die Herstellung von FCKWs zu verbieten, und im darauffolgenden Jahr 1988 erfolgte die Gründung des Intergovernmental Panel on Climate Change, abgekürzt IPCC.

### Das Ein-Grad-Ziel
Nachdem sich in den 1980er Jahren die seit vielen Jahren erwartete Erwärmung in den Aufzeichnungen der globalen Temperaturdaten abzuzeichnen begann, stellten sich die Wissenschaftler die Frage, welche Auswirkungen des menschengemachten Klimawandels noch akzeptabel seien und wo die Grenze zu einem gefährlichen Klimawandel zu sehen sei. Dabei plädierte die Deutsche Physikalische Gesellschaft bei einer Pressekonferenz am 22. Januar 1986 und gemeinsam mit der Deutschen Meteorologischen Gesellschaft im Jahr 1987 für die Einhaltung eines Ein-Grad-Ziels. Bei Überschreitung einer globalen Erwärmung um ein Grad im Vergleich zum Durchschnittswert, wie er vor dem menschlichen Eingriff in das Weltklima bestanden hatte, sei mit schwerwiegenden negativen Konsequenzen zu rechnen.

### Das IPCC wird gegründet
Im November des Jahres 1988 wurde vom Umweltprogramm der Vereinten Nationen (UNEP) und der Weltorganisation für Meteorologie (WMO) der Zwischenstaatliche Ausschuss über den Klimawandel (Intergovernmental Panel on Climate Change, IPCC) eingerichtet. Das IPCC wurde unter der Führung der konservativen Reagan-Administration mit der Aufgabe gegründet, Berichte und Empfehlungen aller weltweit im Bereich Klimatologie führenden Wissenschaftler zusammenzufassen, wobei für jeden Bericht der Konsens der beteiligten Regierungen zwingend erforderlich war.

## 1990er Jahre
Die Zahl wissenschaftlicher Publikationen zum Klimawandel verdoppelte sich erneut in den 1990er Jahren. Gab es 1990 nur 40 Konferenzen, bei denen Papers zur globalen Erwärmung präsentiert wurden, so waren es im Jahr 1997 bereits über 100. Der Wissenszuwachs war entsprechend groß.

### World Radiation Center
Im Jahr 1992 wurde das World Radiation Monitoring Center an der Eidgenössischen Technischen Hochschule Zürich (ETH Zürich) gegründet und in der Folge weiter ausgebaut. Daraus entstand ein weltweites Netzwerk von mehr als 50 Bodenstationen, deren Messergebnisse nahezu in Echtzeit abrufbar sind und die die Auswertung aller relevanten Strahlungskomponenten ermöglichen, darunter Global-, Reflex- und Direktstrahlung, darüber hinaus auch terrestrische Komponenten wie die atmosphärische Gegenstrahlung. Dadurch wurde es möglich, Veränderungen des Treibhauseffekts beziehungsweise des Strahlungsantriebs (Radiative Forcing) im Rahmen des Global Climate Observing Systems (GCOS) messtechnisch präzise zu untersuchen, zu belegen und zu archivieren.

### Der Wostok-Eisbohrkern

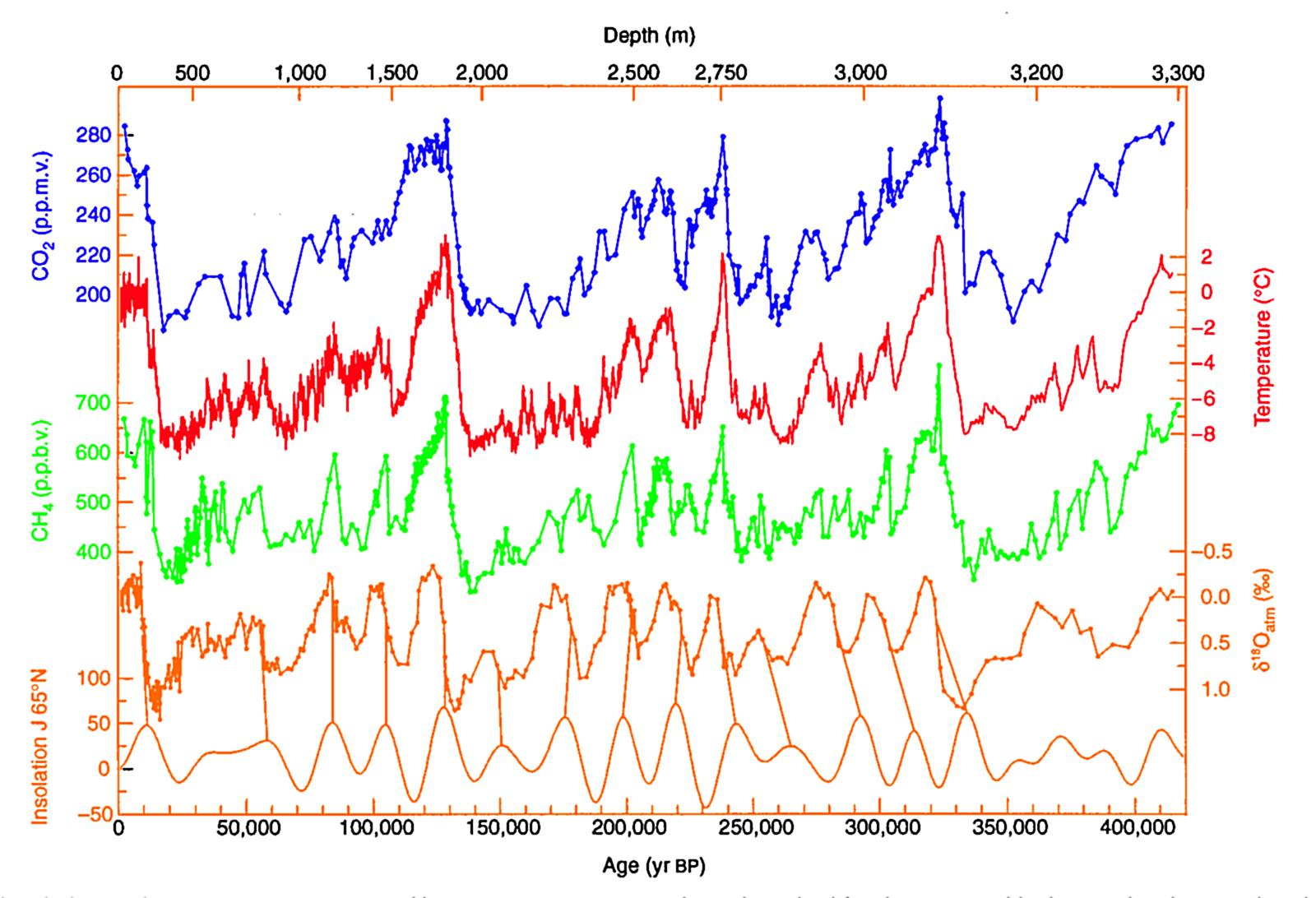
Auswertung des Wostok-Eisbohrkerns: Dargestellt sind der Temperaturverlauf, der Verlauf der Kohlenstoffdioxid-Konzentration, der Methankonzentration und die Stärke der Sonneneinstrahlung, die so genannte Insolation im Verlauf der letzten 400.000 Jahre

Einem russisch-französischen Forscherteam der ostantarktischen Wostok-Station gelang Ende der 1990er Jahre die Bergung eines Eisbohrkerns in der neuen Rekordlänge von über 3000 Metern. Dieser zeigte im Klimaverlauf der letzten 420.000 Jahre vier vollständige Eiszeitzyklen mit einer Dauer von jeweils 100.000 Jahren. Mittels verbesserter Analysemethoden konnte die schon in Grönland überraschend gute Übereinstimmung mit den Milanković-Zyklen und der parallele Anstieg und Abfall der Kohlenstoffdioxid- und Methan-Konzentrationen nachvollzogen werden. Bei genauer Analyse bestätigte sich eine schon Jahre zuvor geäußerte Annahme: Die Zunahme der Kohlenstoffdioxid-Konzentration fand immer nach dem Temperaturanstieg statt. Während frühere Ergebnisse einen Zeitversatz von 600 bis 800 Jahren nahelegten, deuten neuere Arbeiten darauf hin, dass zwischen der Erwärmung und dem Anstieg der CO2-Konzentration kein oder nur ein geringer Zeitversatz von wenigen Jahren oder Jahrzehnten auftrat.
Die Erwärmung verlief dabei nicht synchron; es gab zwischen der nördlichen und südlichen Hemisphäre einen signifikanten zeitlichen Unterschied, wobei die Erwärmung der Südhalbkugel vor der Erwärmung der Nordhalbkugel einsetzte.
Die Auswertung des Eisbohrkerns belegte erneut den Stellenwert der Treibhausgase wie auch der übrigen Rückkopplungsmechanismen: Die durch die Milanković-Zyklen ausgelöste, geringfügige Veränderung der Strahlungsbilanz der Erde wurde durch eine Konzentrationsveränderung der atmosphärischen Treibhausgas-Konzentration verstärkt. Zusammen mit der Eis-Albedo-Rückkopplung, der Wasserdampf-Rückkopplung und anderen, schwächeren Rückkopplungsgliedern ergab sich ein derart großer Effekt, dass dies zum Kommen und Gehen von Eiszeiten geführt hatte. Zwar blieb unklar, ob das freigesetzte Kohlenstoffdioxid aus den Weltmeeren, aus dem Permafrost, aus Methanhydraten oder aus anderen Quellen stammte. Sicher war nur, dass der Konzentrationsanstieg dieser Gase eine Folge dieser geringen Erwärmung war und sie weiter verstärkt hatte.
War im Verlauf der Quartären Eiszeit die Treibhausgas-Konzentration oftmals als Reaktion auf die Erwärmungstendenz der Milanković-Zyklen angestiegen, sind gegenwärtig menschliche (anthropogene) Emissionen dafür verantwortlich, dass die Treibhausgas-Konzentration der eigentlichen Temperaturzunahme vorausläuft. Der Effekt ist freilich in beiden Fällen derselbe: eine zunehmende Erwärmung, gekoppelt mit einer weiteren Freisetzung von Treibhausgasen, wie dies zum Beispiel in auftauenden Permafrostgebieten der Fall sein könnte. Ähnliches gilt für das in vielen ozeanischen Bereichen vorhandene Methanhydrat, das in fester Form auf Schelfsockeln und in der Tiefsee lagert und umfangreiche Mengen Methan in der Größenordnung von etwa 10 Billionen Tonnen bindet.
So könnte in den kommenden Jahrzehnten eine vermehrte Freisetzung von Methan aus Methanhydraten oder dem Permafrostboden ein deutliches Warnsignal für eine sich selbst verstärkende Erwärmungsspirale sein.

### Der 1. und 2. Sachstandsbericht des IPCC
Im ersten Sachstandsbericht des IPCC, der 1990 veröffentlicht wurde, war zu lesen, dass man sich sicher ist, dass es einen natürlichen Treibhauseffekt gibt und dass der Mensch die Konzentration einiger Treibhausgase erhöhe, was zu einer globalen Temperaturerhöhung führen wird. Bislang gäbe es jedoch nur wenige empirische Belege für einen vom Menschen verursachten Klimawandel (“little observational evidence”).
Im sechs Jahre später veröffentlichten zweiten Sachstandsbericht wurde unter Vorsitz von Benjamin D. Santer erstmals festgestellt: Die Abwägung der Datenlage deutet darauf hin, dass der Mensch einen merklichen Einfluss auf das globale Klima des 20. Jahrhunderts hat (“‘the balance of evidence’ suggested there had been a ‘discernible’ human influence on the climate of the 20th century”).

### Aerosole
Schon seit den 1950er Jahren wurde die Wirkungen von Aerosolen auf das Klima diskutiert: der Treibhauseffekt aufgrund der Wechselwirkung mit Infrarotstrahlung und die Streuung und Absorption des Sonnenlichts als direkte Wirkungen sowie die indirekte Wirkung als Kondensationskeime für Wasserdampf, wodurch auch eigentlich dunkle Aerosole kühlend wirken könnten – das Vorzeichen des Gesamteffekts war auch nach den 1990er Jahren noch unsicher.
Anders sah die Situation bei den hellen Sulfataerosolen aus. James E. Hansen hatte Daten von Vulkanausbrüchen des Mount Agung im Jahre 1963 und des El Chichón im Jahre 1982 benutzt, um die kühlende Wirkung von Vulkanausbrüchen zu quantifizieren. Schon seit den 1960ern war daher klar, dass Sulfataerosole eine kühlende Wirkung auf das Klima haben, was anhand von Eisbohrkernen auch gut für weit zurückliegende Ausbrüche nachvollzogen werden konnte.
Der Ausbruch des Pinatubo im Jahr 1991 sollte sich für Klimatologen als Glücksfall erweisen. Nun konnten sie nachprüfen, ob ihre Annahmen zur Wirkung von Sulfaten stimmten, denn der Vulkan stieß knapp 20 Millionen Tonnen Schwefeldioxid aus, eine Sulfatwolke, so groß wie der US-amerikanische Bundesstaat Iowa. Hansens Gruppe sagte eine Abkühlung um ein halbes Grad voraus, das sich in erster Linie über höheren nördlichen Breiten darstellen und ein paar Jahre andauern sollte. Genau dies wurde beobachtet.

### Klimamodelle
Klimamodelle wurden in den 1990er Jahren mit dem Wissen über die kühlenden Sulfatemissionen von Vulkanausbrüchen parametriert. Damit konnte ein Widerspruch gelöst werden: Sollte die Klimasensitivität, d. h. die erwartete Erwärmung bei Verdoppelung der Konzentration von Kohlenstoffdioxid, tatsächlich im Bereich von drei Grad liegen, hätte sich dies in den 1960er und 1970er Jahren im Verlauf der globalen Durchschnittstemperatur zeigen müssen, was aber nicht beobachtet werden konnte. Nachdem der kühlende Effekt von Schwefeldioxid Bestandteil der Modelle geworden war, war auch der Temperaturverlauf des 20. Jahrhunderts gut darstellbar.
Auch das Problem des zu großen Temperaturgegensatzes zwischen polaren und äquatorialen Breiten konnte in diesem Jahrzehnt gelöst werden: Untersuchungen an Eisbohrkernen ergaben, dass Rekonstruktionen der CLIMAP-Studie, die auf nahezu unveränderte Temperaturen in äquatornahen Breiten während der Eiszeiten hingedeutet hatten, wahrscheinlich nicht korrekt waren.
Während in den Jahrzehnten zuvor einige Parameter in Klimamodellen ohne physikalische Grundlage gewählt werden mussten, um zu verhindern, dass das Modell unrealistische Zustände einnahm, hatten Klimamodelle in den 1990er Jahren offenbar eine Qualität erreicht, die so gut war, dass sie nicht mehr dazu gebracht werden konnten, fehlerhafte Messdaten durch Wahl geeigneter Parameter nachzubilden.

### Das Zwei-Grad-Ziel
Als international geltende Grenze für einen gerade noch akzeptablen Klimawandel wurde in den späten 1990er Jahren dann das Zwei-Grad-Ziel formuliert. Es wurde möglicherweise vom Wissenschaftlichen Beirat der Bundesregierung Globale Umweltveränderungen (WBGU) erstmals vorgeschlagen. Der WBGU befürwortete die Grenze 1995 in einem Gutachten. Das Zwei-Grad-Ziel wurde von der Politik übernommen und in den Fokus der europäischen Klimaschutzpolitik gestellt. Es basiert auf der Annahme, dass bei Überschreiten einer globalen Erwärmung um zwei Grad Kipppunkte (tipping points) erreicht würden, die unumkehrbare und in ihren Konsequenzen kaum einschätzbare negative Folgen nach sich zögen.

## 2000er Jahre

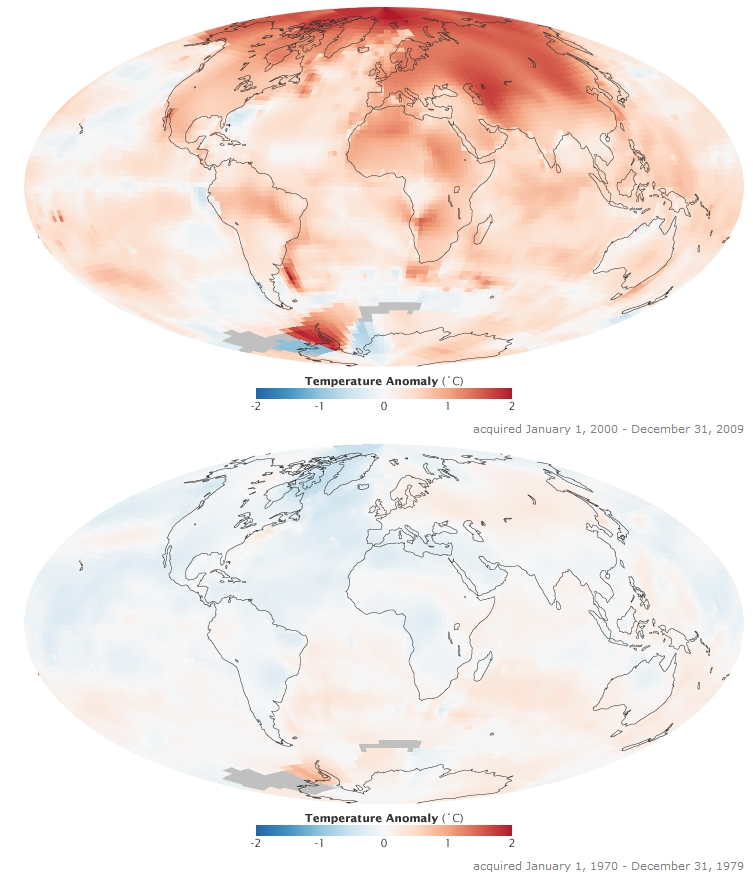
Räumliche Verteilung der globalen Erwärmung: Die Grafik zeigt die Temperaturanomalien im Zeitraum 2000–2009 (oben), dem wärmsten bisher gemessenen Jahrzehnt, und im Vergleich dazu die Jahre 1970–1979. Dargestellt sind jeweils Anomalien, also Abweichungen vom langjährigen Mittel des Zeitraums 1951–1980, nicht absolute Temperaturen.

Das erste Jahrzehnt des 21. Jahrhunderts war das wärmste seit Beginn systematischer Temperaturaufzeichnungen. Betrachtet man die einzelnen Jahre, so waren 2005 und 2010 die wärmsten Jahre seit Beginn der Messungen.
In der Klimatologie war seit längerer Zeit bekannt, dass über 90 % der vom Menschen über den Anstieg der Treibhausgaskonzentration in das Klimasystem eingebrachten Wärme nicht in der Atmosphäre, sondern in den Weltmeeren landet. Leider waren ozeanische Temperaturdaten nur sehr lückenhaft vorhanden, und insbesondere von der Tiefsee gab es nur wenige Daten, so dass über eine möglicherweise stattfindende Erwärmung der Ozeane keine verlässliche Aussage möglich war.
Mit dem im Jahr 2000 begonnenen Argo-Projekt wurde genau dieses Problem adressiert. Mit Hilfe einer Flotte von automatisierten Tauch- beziehungsweise Treibbojen war man nun in der Lage, die Temperaturentwicklung und den Wärmeinhalt der Ozeane in bisher nicht möglicher Qualität und Quantität zu erfassen. Im November 2002 konnte das einmillionste Datenprofil im Rahmen des Argo-Projekts übertragen werden. Damit wurde die Anzahl der im gesamten 20. Jahrhundert von Forschungsschiffen geleisteten ozeanographischen Messungen bereits zu einem frühen Projekt-Zeitpunkt um das Doppelte übertroffen. Gegenwärtig sind etwa 3.960 Argo-Bojen in allen Weltmeeren im Einsatz (Stand: Juni 2020)., wobei zunehmend sogenannte „Deep Argo“-Floats verwendet werden, die Temperatur, Wärmeinhalt und Strömungsmuster auch der Tiefseebereiche erfassen.

### Der 3. Sachstandsbericht des IPCC
Im 2001 erschienenen dritten Sachstandsbericht des IPCC konnte der Einfluss des Menschen auf das Klima nicht nur mit größerer Sicherheit nachgewiesen werden, man war darüber hinaus aufgrund der verbesserten Datenlage nun schon in der Lage, das Ausmaß des menschlichen Einflusses auf den Klimawandel zu quantifizieren. Während im zweiten Sachstandsbericht von einem merklichen Einfluss des Menschen auf das Klima berichtet wurde, schrieb man nun von deutlichen Hinweisen (engl. strong evidence), dass der Mensch das Klima der Erde verändert. Zur Visualisierung, wie groß der Einfluss des Menschen ist, enthielt der Bericht eine Temperaturrekonstruktion von Michael E. Mann, die unter dem Namen Hockeyschläger-Diagramm große Bekanntheit erlangte.

### Kippelemente
Bereits seit den 1970er Jahren war bekannt, dass das Klima der Erde oftmals chaotisch reagiert: Kleine Veränderungen können große Effekte nach sich ziehen; dies war bei abrupten Klimawechseln in der Vergangenheit häufig geschehen. In den 2000er Jahren wies Hans Joachim Schellnhuber darauf hin, dass es überdies im Klimasystem und in Ökosystemen eine Reihe von Elementen gibt, die zu schwer bis gar nicht umkehrbaren Veränderungen neigen; das heißt, dass sie selbst dann in ihrem neuen Zustand verharren, wenn der die Veränderung auslösende Effekt wieder verschwunden ist. Dieses Verhalten ist in der Systemtheorie als Hysterese bekannt. Seit ihrer erstmaligen Erwähnung in der wissenschaftlichen Literatur wurde eine ganze Reihe von Kippelementen im Erdsystem gefunden, darunter der Eisschild Grönlands oder der Amazonas-Regenwald.

### Bestätigung jahrzehntealter Vorhersagen der Klimaforscher
Durch Vergleich von Satellitendaten, die im Jahr 1970 aufgezeichnet wurden, mit Messungen aus dem Jahr 1997 konnte in einer 2001 erschienenen Publikation erstmals messtechnisch belegt werden, dass sich das Emissionsspektrum der Erde verändert hatte. In den Spektren war der verstärkte Treibhauseffekt durch die seit 1970 deutlich erhöhte Treibhausgaskonzentration klar erkennbar. Daneben konnte im Rahmen einer anderen Studie auch gezeigt werden, dass sich der durch die Erhöhung der Konzentration der atmosphärischen Konzentration des Treibhausgases Kohlenstoffdioxid der Strahlungsantrieb so stark erhöht hatte, dass man dies im Rahmen einer 8-jährigen Datenreihe auch messtechnisch nachweisen konnte.
Das Ergebnis dieser Studie wurde im Rahmen einer anderen Arbeit, bei der Daten über einen Zeitraum von 10 Jahren ausgewertet wurden, im Jahr 2015 bestätigt.
Im Jahr 2003 trat eine weitere Vorhersage ein: Der britische Meteorologe Ernest Gold hatte im Jahr 1908 publiziert, dass zu erwarten sei, dass die Tropopause mit wachsender CO2-Konzentration durch den dadurch verstärkten Treibhauseffekt höher steigt. Auch dies konnte nun gemessen werden. In den 1970er Jahren war vorhergesagt worden, dass eine Erhöhung der Treibhausgaskonzentrationen die Troposphäre erwärmen, die Stratosphäre dagegen abkühlen wird. Auch das konnte nachgewiesen werden.
Bereits seit Jahrzehnten hatten Klimaforscher angenommen, dass eine wärmere Welt zu einer Freisetzung von Kohlenstoffdioxid und Methan aus Permafrost führen würde. Wie man in den 1990er Jahren durch Analyse von Bohrkerndaten herausfand, war dies in der Erdgeschichte sogar regelmäßig geschehen. Schon in den 2000er Jahren trat die Befürchtung ein: In den Sommermonaten konnte in den großen Permafrostgebieten von Sibirien und Alaska ein großer Konzentrationsanstieg dieser Gase beobachtet werden. Zu den Emissionen von Treibhausgasen, die vom Menschen stammen, gesellten sich also nun auch Emissionen aus fossilen Kohlenstoffquellen, die durch die menschengemachte Erwärmung aus der Erde ausgasen.
Im Jahr 2002 erregte der Kollaps des antarktischen Eisschildes Larsen B internationale Aufmerksamkeit; im Jahr 2008 brach das Wilkins-Eisschild auf; es waren dies die Indikatoren, die John Mercer im Jahr 1978 als Zeichen für einen sich anbahnenden Kollaps des westantarktischen Eisschildes gesehen hatte.

### Das Anthropozän
Im Jahr 2008 befand die stratigraphische Kommission der Geological Society of London, dass es mittlerweile genügend Argumente dafür gibt, dass der Mensch einen neuen stratigraphischen Abschnitt eingeleitet habe. Artensterben, Überfischung, Versauerung der Meere, globale Erwärmung und andere vom Menschen ausgelöste Prozesse haben die Erde bereits so stark beeinflusst, dass damit ein klares und nachhaltiges biostratigraphisches Signal erzeugt wurde und wird. Der Begriff Anthropozän (aus altgriechisch ἄνθρωπος ánthrōpos ‚Mensch‘) wurde gewählt, da der Mensch der die Erde vorrangig prägende Faktor geworden ist. Die Entscheidung über die Implementierung des Anthropozäns in das stratigraphische System liegt bei der International Commission on Stratigraphy (ICS), in deren Working Group on the ’Anthropocene’ die verschiedenen Aspekte des Vorschlags zunächst eingehend diskutiert wurden, bevor es im März 2024 zu einer Ablehnung kam. Begründet wurde diese mit dem eingereichten Startpunkt für das neue Erdzeitalter, das Jahr 1950, der den menschlichen Einfluss nicht ausreichend berücksichtige.

### Weitere Bestätigungen
Im vierten Sachstandsbericht des IPCC von 2007 wird als hauptsächliche Ursache der Erderwärmung mit einer angegebenen Wahrscheinlichkeit von über 90 % „sehr wahrscheinlich“ die vom Menschen verursachten Emissionen von Treibhausgasen angegeben. Bei der Präsentation des Berichts am zweiten Februar 2007 zitierte die stellvertretende IPCC-Vorsitzende Susan Solomon die zentrale Aussage des Berichts:

„Die wichtigste Schlussfolgerung ist, dass die Erwärmung des Klimas jetzt eindeutig ist, und das wird offensichtlich durch Beobachtungen der Luft- und Ozean-Temperaturen, der Schnee- und Eis-Schmelze, des Meeresspiegel-Anstiegs.“

Ebenfalls 2007 erhält das IPCC zusammen mit dem ehemaligen US-Vizepräsidenten Al Gore den Friedensnobelpreis. Im Jahr 2009 erschien mit der „Copenhagen Diagnosis“ ein Update nach Erscheinen des AR4 von 2007. Die Autoren schrieben, dass einige im letzten IPCC-Report angegebene Entwicklungen in ihrem Ausmaß unterschätzt wurden. So lag die arktische Meereisbedeckung im Erscheinungsjahr des AR4 (2007) um 40 % niedriger als die Computermodelle vorausgesagt hatten. Der Meeresspiegelanstieg der letzten 15 Jahre lag um 80 % über den Vorhersagen des IPCC. Dementsprechend wurden die Vorhersagen bezüglich des zukünftigen Meeresspiegelanstiegs bis zum Jahr 2100 nach oben korrigiert: inzwischen wurde ein doppelt so hoher Anstieg erwartet.
Ebenfalls im Jahr 2009 wurde mit der Fachzeitschrift Nature Climate Change eine neue Plattform ins Leben gerufen, auf der Wissenschaftler ihre Erkenntnisse zu den Prozessen und Folgen des Klimawandels publizieren können.

## 2010er Jahre
Das Jahr 2011 war nicht nur das Jahr mit dem höchsten je gemessenen Kohlenstoffdioxidgehalt der Atmosphäre, es war auch das Jahr der weltweit größten je gemessenen Kohlenstoffdioxid-Emissionen, wobei im Vergleich zum Vorjahr ein Anstieg um 3 % zu beobachten war. Aufgrund der stattgefundenen Investitionen in Kohlenstoffdioxid emittierende Energieträger schien ein 80%iger Anstieg der Emissionsrate von 2010 bis zum Jahr 2020 nahezu sicher.
Die raschen Fortschritte bei der radiometrischen Datierung und der Entwicklung biogeochemischer Nachweisverfahren im Rahmen der Paläoklimatologie führten zu einer erheblichen Zunahme der Messgenauigkeit und damit zu einer teilweisen Neubewertung geologischer, geophysikalischer und biologischer Ereignisse. Mithilfe moderner Datierungsmethoden wurde es möglich, die Klimaschwankungen der erdgeschichtlichen Vergangenheit zeitlich genauer einzugrenzen, zunehmend detaillierter zu rekonstruieren und ihren Verlauf beziehungsweise Umfang mit der gegenwärtigen Erwärmung zu vergleichen. Diese und ähnliche Untersuchungen trugen in entscheidendem Maße dazu bei, dass sich das in der wissenschaftlichen Literatur dokumentierte Grundlagenwissen ständig erweitert. Laut einer Übersichtsstudie von 2016 wurden im Zeitraum von 1980 bis 2014 über 220.000 peer-reviewte Arbeiten zum Themenbereich Klimatologie veröffentlicht.
Durch Analyse von Satellitenmessungen, die mittlerweile einen Zeitraum von mehr als 30 Jahren abdecken, war es im Jahr 2013 möglich, den menschlichen Einfluss auf den fortschreitenden Klimawandel auf eine weitere Weise klar zu belegen. So zeigten die Messdaten eine Abkühlung der Stratosphäre bei gleichzeitiger Erwärmung der Troposphäre. Dieser Effekt tritt nur dann auf, wenn die Erwärmung durch einen Anstieg der Treibhausgaskonzentrationen verursacht wird, da eine erhöhte Sonnenaktivität auch die Stratosphäre aufgeheizt hätte.

### Der 5. Sachstandsbericht des IPCC
Im fünften Sachstandsbericht des IPCC (September 2013) wurden die Aussagen der vorherigen Klimaberichte bestätigt und Unsicherheiten in Bezug auf den Einfluss des Menschen auf das Klima verringert. So schreiben die Experten nun, dass es extrem wahrscheinlich sei, dass der Mensch der Hauptgrund für die beobachtete globale Erwärmung seit 1950 ist.

### Abschmelzen der Westantarktis überschreitet Kipppunkt
Im Jahr 2014 wurde in mehreren unabhängigen Publikationen festgestellt, dass das Abschmelzen des westantarktischen Eisschilds höchstwahrscheinlich bereits seinen Kipppunkt überschritten hat, d. h. der Eisschild inzwischen so instabil ist, dass das weitere Abschmelzen nicht mehr aufzuhalten ist (vgl. Kippelemente im Erdsystem). Eine Eisfläche von der Größe Frankreichs wird sehr wahrscheinlich in den kommenden 100 bis 300 Jahren zerfallen und in der Folge den Meeresspiegel im globalen Mittel um einen Meter steigen lassen. Diese Befunde bestätigten die Vorhersagen von John Mercer aus dem Jahr 1978.
Im Gebiet der Antarktischen Halbinsel brach am 12. Juli 2017 vom Larsen C-Schelfeis ein Stück von etwa 5.800 km² ab und verkleinerte so dessen Fläche um etwa 12 %. Die Masse des Eisbergs beträgt rund eine Billion Tonnen; er zählt zu den größten jemals beobachteten Eisbergen. Mit dem Abbruch droht die Destabilisierung und Auflösung von Larsen C.
Hingegen zeichnet sich für die Ostantarktis keine klare Tendenz ab. Ein international besetztes Expertenteam, bestehend aus etwa 80 Erdsystem- und Geowissenschaftlern, publizierte im Juni 2018 die bisher umfangreichste Untersuchung zu diesem Thema mit dem Ergebnis, dass der Ostantarktische Eisschild in seinen Kernbereichen derzeit stabil ist und im Unterschied zu anderen antarktischen Regionen keinen signifikanten Masseverlust aufweist.

### Ein-Grad-Grenze wird überschritten
Die Jahre 2014, 2015 und 2016 waren die global wärmsten Jahre seit Beginn regelmäßiger Klimaaufzeichnungen. Es war das erste Mal, dass in drei aufeinanderfolgenden Jahren globale Temperaturrekorde zu verzeichnen waren.
Das von der Deutschen Physikalischen Gesellschaft und der Deutschen Meteorologischen Gesellschaft Ende der 1980er Jahre als Grenze für einen gefährlichen Klimawandel angesetzte 1-Grad-Ziel wurde damit erreicht. Gleichzeitig überschritt auch die atmosphärische Konzentration des Treibhausgases Kohlenstoffdioxid die Marke von 400 ppm. Durch diese Erwärmung waren extreme Wärmeanomalien, die im Zeitraum 1950–1981 nur mit einer Wahrscheinlichkeit von 0,13 % auftraten – sogenannte 3 Sigma-Ereignisse – nun pro Sommer statt vormals auf weit weniger als einem Prozent der Erdoberfläche anzutreffen waren, der neue Erwartungswert (=Durchschnitt). Im Jahr 2017 wurde in einer Studie festgestellt, dass die den IPCC-Berichten zugrundeliegenden Klimamodelle die bis zum Ende des Jahrhunderts zu erwartende Erwärmung sehr wahrscheinlich unterschätzen. Bei ungebremsten Emissionen liegt die zu erwartende Erwärmung demnach um etwa 0,5 Kelvin höher als bislang angenommen. In dem Zusammenhang kommen mehrere aktuelle Studien zu dem Ergebnis, dass im Unterschied zu vorindustriellen Klimaschwankungen die gegenwärtige Erwärmung zeitgleich auf allen Kontinenten erfolgt, in ihrer raschen Entwicklung von keiner Klimaveränderung der letzten 2.000 Jahre übertroffen wird und wahrscheinlich auch ohne vergleichbares Beispiel in der jüngeren Erdgeschichte sein dürfte. Zudem deuten alle paläoklimatologischen Datenreihen darauf hin, dass die im bisherigen 21. Jahrhundert stattgefundene Erwärmung die Temperaturwerte des Holozänen Klimaoptimums (vor etwa 8000 bis 6000 Jahren) mit großer Sicherheit übertrifft.

## 2020er Jahre
Beim AGU Fall Meeting der American Geophysical Union wurde im Dezember 2021 von einem Forscherteam der International Thwaites Glacier Cooperation die Befürchtung geäußert, dass der den Gletscher stabilisierende Eisschild bereits in den nächsten fünf Jahren kollabieren könnte. Es wird geschätzt, dass der Thwaites-Gletscher, der etwa die Größe von Großbritannien hat, dadurch um ca. 25 % schneller abschmelzen wird. Gegenwärtig trägt er 4 % zum laufenden Meeresspiegelanstieg bei. Ein vollständiges Abschmelzen dieses Gletschers alleine würde einen globalen Meeresspiegelanstieg von ca. 65 cm verursachen.
Unterstützung erhielt diese Vermutung durch die Genanalyse eines in der Antarktis heimischen Oktopus. In einer 2023 publizierten Arbeit konnte gezeigt werden, dass die Westantarktis während der Eem-Warmzeit vor 120.000 Jahren komplett abgeschmolzen war, so dass zwei heute durch das westantarktische Eisschild getrennte Populationen damals im Austausch standen. Da die Erde damals nur etwa ein Grad wärmer war als zu vorindustrieller Zeit, bedeutet das, dass bereits die in den 2020er Jahren vorliegende Klimaerwärmung von 1,5 Grad langfristig zum totalen Abschmelzen der Westantarktis führen und, damit verbunden, mindestens 5 bis 10 Meter an Meeresspiegelanstieg mit sich bringen wird.

### Der 6. Sachstandsbericht des IPCC
Im März 2023 erschien der Synthesebericht des sechsten Sachstandberichts des IPCC. Unter anderem wurde dort die Bandbreite für den Wert der Gleichgewichtsklimasensitivität von vormals 1,5 bis 4,5 Grad auf 2 bis 4 Grad, mit einem besten Schätzwert von 3 Grad eingeengt. Zwischen den Zeiträumen von 1850 bis 1900 und 2011 bis 2020 hat die global gemittelte Oberflächentemperatur mittlerweile um 1,09 °C zugenommen. Die Wahrscheinlichkeit, dass es möglich sein wird, das 1,5-Grad-Ziel einzuhalten, wurde als gering eingestuft. Die Geschwindigkeit des Meeresspiegelanstiegs hat sich seit 1970 verdreifacht.

## Fortdauer der globalen Erwärmung

Rekonstruktion der globalen Temperaturentwicklung über die letzten 2000 Jahre, einschließlich der anthropogenen Erwärmung (nach PAGES 2k Consortium, 2019).

In der Wissenschaft besteht weitgehend Einigkeit darüber, dass der gegenwärtig zu beobachtende Klimawandel im vorhergesagten weiteren Verlauf rascher vonstattengehen wird als alle bekannten Erwärmungsphasen der letzten 50 Millionen Jahre. Selbst während des Paläozän/Eozän-Temperaturmaximums – ein extrem ausgeprägtes Warmklima innerhalb eines geologisch sehr kurzen Zeitraums – hatte der atmosphärische Kohlenstoffeintrag und die damit gekoppelte Temperaturzunahme im jährlichen Durchschnitt erheblich geringere Steigerungsraten als gegenwärtig. Im Unterschied zu früheren Annahmen wird sich der zusätzliche CO2-Eintrag auch bei einem weitgehenden Emissionsstopp nur allmählich verringern und in signifikantem Umfang noch in mehreren tausend Jahren nachweisbar sein. Darauf aufbauend postulieren einige Studien unter Einbeziehung der Erdsystem-Klimasensitivität eine längere Warmzeit im Bereich von 50.000 bis 100.000 Jahren. Als zusätzliche Gefährdungspotenziale wurden verschiedene Kippelemente im Erdsystem identifiziert, die bei weiterer Erwärmungszunahme kurzfristige und irreversible Prozesse einleiten würden. Derartige Entwicklungen würden das Bild der Erde gravierend verändern, vor allem durch die damit gekoppelte Verlagerung der Klima- und Vegetationszonen und das weitgehende Abschmelzen des westantarktischen und grönländischen Eisschilds mit entsprechendem Anstieg des Meeresspiegels.
Dagegen sind die natürlichen Regelmechanismen der Kohlenstoffdioxid-Bindung wie Sedimentation oder geochemische Verwitterungsprozesse (CaCO3-Verwitterung) zu langsam, um innerhalb überschaubarer Zeitabschnitte eine nachhaltige CO2-Reduzierung zu bewirken. So benötigt ein kompletter Austausch des atmosphärischen Kohlenstoffdioxids auf der Basis des Carbonat-Silicat-Zyklus ungefähr 500.000 Jahre. Zwar sind die Ozeane als effektive Kohlenstoffsenke bekannt, doch wird mittelfristig nur ein relativ geringer Teil des CO2 in Tiefsee-Sedimenten gespeichert. Zudem könnten erhebliche Mengen an CO2 (zusammen mit Methan) bei Zunahme der Meerwassertemperaturen wieder ausgegast werden. Die relativ träge Reaktion des anorganischen Kohlenstoffzyklus auf eine rasche Zunahme von Treibhausgasen war bereits Svante Arrhenius bekannt. Obwohl gegen Ende des 19. Jahrhunderts die damaligen Emissionsraten noch eine vergleichsweise geringe Relevanz besaßen, erwähnte Arrhenius in seinem Werk Über den Einfluss von Kohlensäure in der Luft auf die Bodentemperatur (1896) explizit die lange Verweildauer von Kohlenstoff in der Atmosphäre und in den Ozeanen. Die Rolle von Verwitterungsprozessen als wichtiger Einflussfaktor im Klimasystem bildete in der Fachliteratur lange Zeit ein Nischenthema und wurde erst ab den 1980er Jahren auf breiterer Basis behandelt.
Ein wesentlicher Aspekt der gegenwärtigen globalen Erwärmung ist ihre Auswirkung auf das nächste Glazial-Ereignis innerhalb des Känozoischen Eiszeitalters. Der nach dem Klimaoptimum des Holozäns einsetzende Abkühlungstrend von durchschnittlich ≈0,1 °C pro Jahrtausend gilt als Vorbote und erstes Anzeichen eines nahenden Eiszeitklimas. Die in jüngster Zeit veröffentlichten Studien, die auf einer genauen Analyse vergangener Eiszeitphasen unter Einbeziehung der Milanković-Zyklen beruhen, kommen zu dem Resultat, dass eine Kälteperiode bereits durch geringfügige Schwankungen im Erdklimasystem und hier vor allem durch die allmählichen Veränderungen der Erdbahnparameter verursacht wird. Demnach würde die nächste Eiszeit unter normalen Rahmenbedingungen (also unter Ausschluss der anthropogenen Emissionen) erst in einigen zehntausend Jahren beginnen. Dieser für ein Interglazial wie das Holozän ungewöhnlich lange Zeitraum wird sich mit hoher Wahrscheinlichkeit bei einem atmosphärischen CO2-Ausgangswert von über 500 ppm auf insgesamt 100.000 Jahre ausdehnen und damit nahezu verdoppeln. Das bedeutet den Ausfall eines kompletten Eiszeitzyklus aufgrund menschlicher Eingriffe in das Klimasystem.

## Sozialwissenschaftliche Forschung zum Klimawandel
Nachdem erkannt worden war, dass das Klimaproblem in Zusammenhang mit menschlichen Verhaltensweisen und Entscheidungen innerhalb sozialer Systeme stand, wurden seit den 1970er Jahren auch sozialwissenschaftliche Aspekte des Klimawandels untersucht. Zu den ersten Klimatologen, die sich für interdisziplinäre Forschung aussprachen (also die Einbeziehung der Sozialwissenschaften bei der Erforschung des Klimawandels) und Workshops zu dem Thema organisierten, gehörte Stephen Schneider. Er wies 1983 darauf hin, dass die Basis des CO2-Problems (der steigenden Emissionen) ein sozialwissenschaftliches Thema sei. So hänge das Ausmaß zukünftiger CO2-Emissionen maßgeblich vom menschlichen Verhalten ab, und zwar u. a. in Bezug auf Bevölkerungszahl (Fortpflanzungsverhalten), Pro-Kopf-Konsum fossiler Energien oder Entwaldung und Wiederaufforstung. Neben den sozialwissenschaftlichen Analysen der Ursachen der globalen Erwärmung wurden bereits früh die gesellschaftlichen Reaktionen auf den anthropogenen Klimawandel diskutiert, wie zum Beispiel die Risikowahrnehmung, die Entscheidungsfindung oder auch die Adaptation an klimatische Veränderungen. Die wirtschaftlichen Aspekte des Klimawandels fasste neben anderen Nicholas Stern 2006 zusammen (Stern-Report). Zudem wurde angesichts der mangelnden Klimaschutzaktivitäten trotz zunehmender Sicherheit der wissenschaftlichen Erkenntnisse zum Klimawandel verstärkt nach den Ursachen für das Phänomen der „Inaktivität“ geforscht. Neben individuellen Faktoren wurde – im Kontext der Kontroverse um die globale Erwärmung – u. a. von Naomi Oreskes näher untersucht, wie vor allem durch wirtschaftlich motivierte Interessengruppen gezielt Zweifel an den wissenschaftlichen Erkenntnissen verbreitet wird (vgl. Klimawandelleugnung) und wie sich dies wiederum auf politische Entscheidungen auswirkt.